# Liste von Austriazismen
In dieser Liste von Austriazismen sind alphabetisch geordnet solche Wörter angeführt, die für das österreichische Deutsch charakteristisch sind. Diese Wörter werden außerhalb Österreichs oft generell als dialektal missverstanden, auch wenn viele von ihnen jedoch gemäß dem plurizentrischen Sprachkonzept ebenso standardsprachlich sind wie die in der deutschsprachigen Schweiz, in Liechtenstein, Luxemburg, Ostbelgien, Südtirol oder in Deutschland verwendeten Varianten. Analogwörter zu Austriazismus sind Helvetismus und Teutonismus bzw. Deutschlandismus. Für die Definition von österreichischer Standardsprache ist das Österreichische Wörterbuch (ÖWB) maßgeblich.
Manche Austriazismen sind wegen der dialektalen Nähe auch in Bayern in Verwendung. Andere, wie beispielsweise die zahlreichen kulinarischen Spezifika, sind auf die historische Verbindung mit den Böhmischen Kronländern, der Slowakei, Ungarn, Kroatien und anderen Ländern innerhalb der Habsburgermonarchie zurückzuführen.
Durch den Konsum von deutschen Medien und anderweitigen Kontakten nach Deutschland sind die bundesdeutschen Entsprechungen von Austriazismen in Österreich gut bekannt. Sprachwissenschafter stellten 2012 fest, dass in Österreich immer mehr bundesdeutsche Ausdrücke verwendet werden. Vor allem die junge Generation verwendet bereits in manchen Fällen auch Bezeichnungen, die als bundesdeutsch gelten.
Die angeführten Wörter sind hier in drei Kategorien eingeteilt:
- Wörter ohne Anmerkung: österreichisches Hochdeutsch
- Wörter mit der Markierung ugs. (= umgangssprachlich): in der Umgangssprache gebräuchlich, im österreichischen Standarddeutsch als Begriffe aus einer anderen Sprachschicht erkennbar
- Wörter mit der Markierung mda. (= mundartlich): Wörter aus den österreichischen Dialekten, die aus stilistischen Erwägungen gelegentlich in umgangs- oder hochsprachliche Texte, etwa in Pressetexten oder der österreichischen Literatur, eingestreut werden.

Die Anführung eines Austriazismus in dieser Liste bedeutet nicht zwangsläufig, dass sich der Gebrauch dieses Worts ausschließlich auf Österreich beschränkt, auch nicht, dass dieses Wort überall in Österreich gleichermaßen üblich ist. Außerdem kann teilweise auch die bundesdeutsche Entsprechung in Österreich synonym gebräuchlich sein.

## A
- abbeuteln → abschütteln[Duden 1]
- Abbrändler, Abbrandler → Bauer, dessen Hof abgebrannt ist[WöD 1]
- abbrennen ugs., veraltend → bräunen (z. B. „Die Sonne hat sein Gesicht abgebrannt.“)[Duden 1]
- abbrocken auch südd. → abpflücken[Duden 1]
- abbusseln ugs. auch bayr. → abküssen[Duden 1]
- abcashen ugs. → abkassieren[Duden 1]
- abdrehen → ausschalten, schließen, stilllegen, abwürgen[WöD 1]
- Abdruck: im letzten Abdruck → im letzten Augenblick[WöD 1]
- abeisen → abtauen[Duden 1]
- abendessen, abendgegessen → zu Abend essen[Duden 1]
- Abendspitze → Stoßzeit im Abendverkehr[Duden 1]
- Abfahrt, Alpabfahrt vbg. → Almabtrieb[WöD 1]
- Abfertigung → Abfindung[Duden 1][WöD 1]
- abfieseln mda. → abnagen[ÖWB 1][WöD 1]
- abfretten auch südd. → fretten, im Sinne von „sich mühsam durchbringen“ oder „sich mit etwas sehr abmühen“[Duden 1]
- Abgang amtsspr. → Fehlbetrag[WöD 1]; ansonsten das Weggehen
- abgängig amtsspr. → vermisst (bei Personen)[WöD 1]
- Abgängigkeitsanzeige → Vermisstenanzeige[Duden 1]
- abgedreht ugs. → durchtrieben, verdorben, skrupellos[WöD 1]
- abgehen tw. auch in Deutschland → fehlen, vermisst werden[WöD 1]
- Abgeltung → Vergütung[WöD 1]
- abgreifen → abtasten[WöD 1]
- abhausen → Pleite machen, in Konkurs gehen[WöD 1]
- Abiturientenlehrgang → Wurde in der 2. Hälfte des 19. Jahrhunderts für Absolventen allgemein-bildender Mittelschulen eingeführt, um ihnen in verkürzter Form auch einen Abschluss an einer berufsbildenden Schule zu ermöglichen. Seit 1983 hinfällig.[Duden 1]
- abklauben → mit den Fingern abnehmen[WöD 1]
- abkrageln mda. → (Geflügel) den Hals abschneiden/umdrehen[WöD 1], auch derb für umbringen
- Ablaufdatum auch schweiz. und tw. in D → Verfallsdatum für Lebensmittel und Medikamente[WöD 1]
- abliegen auch südd. → durch längeres Liegen mürbe, trocken usw. werden[WöD 1][Duden 1]
- Ablöse auch in D → Geldbetrag für übernommene Einrichtung von Vormietern[WöD 1]
- abmachen → (Salat) mit Marinade zubereiten, anmachen[WöD 1]
- abnützen auch südd. und schweiz. → abnutzen[Duden 1]
- Abnützung auch südd. und schweiz. → Abnutzung[Duden 1]
- abpaschen mda. → weglaufen, abhauen[Duden 1][WöD 1]
- abputzen (sich) → sich reinwaschen, eine Schuld abwälzen[WöD 1]
- abrebeln auch südd. → abbeeren, [ab]zupfen (z. B. „Beeren von der Traube abzupfen“)[Duden 1]
- absammeln → von mehreren Personen einsammeln[WöD 1]
- absaufen ugs. auch bayr. → ertrinken
- abschießen auch südd. → in den Farben verblassen[Duden 1]
- abschmalzen auch bayr. → abschmälzen[Duden 1]
- Abschneider (m) → Abkürzung eines Weges[ÖWB 1]
- Abschnitzel auch südd. → kleines Stückchen[Duden 1]
- abseit (Adv.) → abseits[Duden 1]
- absitzen → (z. B. vom Fahr- oder Motorrad) absteigen
- Absolutorium → Bestätigung einer Hochschule, dass man die für die Abschlussprüfung erforderliche Anzahl an Semestern und Übungen erreicht hat[Duden 1]
- absperren auch südd. u. westmd. → zuschließen, abschließen[Duden 1]
- Absteigquartier → Absteigequartier[Duden 1]
- abtreiben auch südd. → etwas gut verrühren, etwas zu Schaum rühren[Duden 1]
- Abtrieb auch südd. → zu Schaum Gerührtes[Duden 1]
- Abverkauf → Verkauf von Waren unter ihrem Wert[Duden 1]
- abverkaufen → einen Abverkauf veranstalten[Duden 1]
- Abwasch (f) → Geschirrspülbecken, Spüle[ÖWB 1]
- Abwaschschaff (n) → Spülschüssel[DGWDDS 1]
- abwatschen ugs., auch bayr. → heftig ohrfeigen[Duden 1]
- Achtel (n) Achterl/Achtele → Achtelliter[ÖWB 1]
- Adabei (m) auch bayr. → jemand, der bei allem auch dabei sein will, neugieriger Mensch, Wichtigtuer, Möchtegern-Promi
- adaptieren → (bes. eine Wohnung, ein Haus) für einen bestimmten Zweck einrichten, herrichten[Duden 1]
- Adjunkt (m) → Beamtentitel[ÖWB 1]
- Adjustierung → Uniform (z. B. „in Sommeradjustierung“); scherzhaft: Aufmachung[Duden 1]
- Adjutum (n) amtsspr. → vorläufige Entlohnung eines Beamten während der Probezeit[Duden 1]
- Adventkalender, Adventkranz etc. → Adventskalender etc.[Duden 1]
- affichieren auch schweiz. → anheften, ein Plakat anbringen[Duden 1]
- Agentie (f) veraltet → eine Geschäftsstelle[ÖWB 1]
- agentieren → als Agent (im Sinne von Handelsvertreter oder Künstleragent) tätig sein[DGWDDS 1], Kunden werben[Duden 1]
- Agiotage (f) → unerlaubter Handel mit Eintrittskarten[Duden 1]
- agnoszieren → üblicherweise: anerkennen; in Österreich auch: identifizieren (einen Toten), feststellen[Duden 1]
- Agrargemeinschaft → Allmende[Duden 1]
- Agrasel ostöst. mda. → Stachelbeere[Duden 1]
- Ahndl/Ahnl/Ähnl (f) veraltet mda. auch bayr. → Großmutter oder Großvater[ÖWB 1]
- Aitel auch südd. → Döbel[Duden 1]
- à jour frz.; auch schweiz. → auf dem Laufenden[ÖWB 1]
- ajourieren → aktualisieren
- Akt (m) → Akte (f)[ÖWB 1], amtliches Schriftstück oder Sammlung solcher Schriftstücke
- aliquot → anteilmäßig[Duden 1]
- allfällig auch schweiz. → etwaig, gegebenenfalls[Duden 1], allenfalls oder eventuell vorkommend[2]
- alleweil mda. → immer[Duden 1]
- almen → (Vieh) auf der Alm halten[Duden 1]
- Almer → Senn, Almhirt[Duden 1]
- Altjahrstag (m) → Silvester[ÖWB 1]
- Alumnat (n) veraltet → Ausbildungsstätte für Priester, Priesterseminar[ÖWB 1]
- am teilw. auch schweiz. → auf dem (z. B. „etwas liegt am Tisch“, „ich spiele am Klavier“)[Duden 1]
- Ananas(erdbeere) (f) veraltet → Gartenerdbeere[ÖWB 1]
- Anbot → Angebot, Offert[Duden 1]
- andere(r) in den Formen: jemand/niemand/wer anderer[ÖWB 1]
- angeloben → vereidigen (Politiker, Soldaten)
- Angelobung → Vereidigung (Politiker, Soldaten)
- angreifen → auch: berühren, anfassen[Duden 1]
- sich anhalten → sich festhalten
- Ankick (m) → Anstoß[3]
- Anrainer auch bayr. → Anlieger Anrainer dürfen hier auf eigene Gefahr passieren

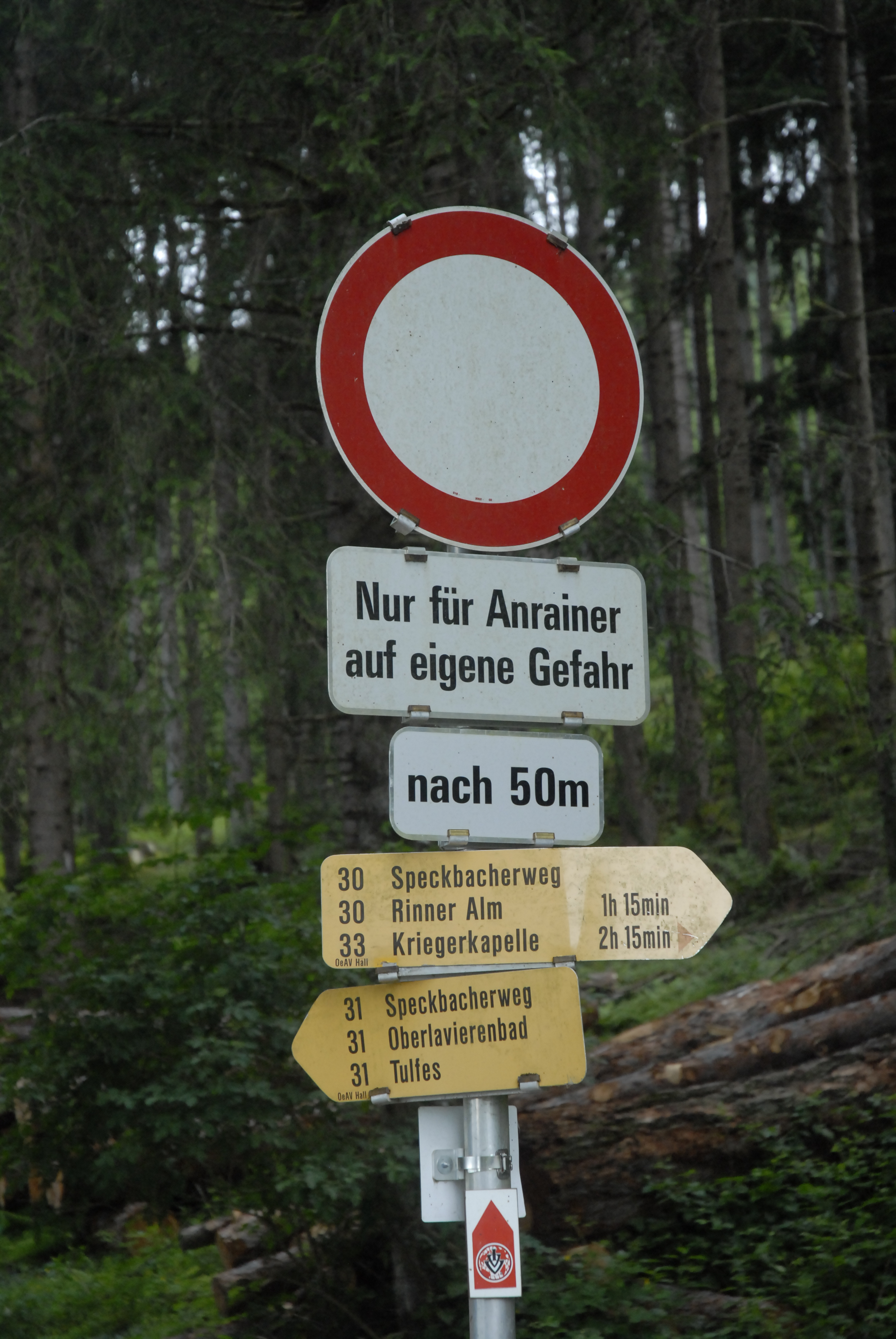
Anrainer dürfen hier auf eigene Gefahr passieren

- ansonst (Konj.) auch schweiz. → ander(e)nfalls, sonst[Duden 1]
- Ansuchen (n) → Gesuch[Duden 1]
- antauchen ugs. → anschieben, Schwung geben, sich anstrengen[ÖWB 1]
- anverwahrt Amtssprache, veraltend → beiliegend[Duden 1]
- Anwert (m) → Wertschätzung[ÖWB 1]
- anzipfen mda. → (durch Geduldprobe) verärgern[ÖWB 1]
- aper(n) auch schweiz. → schneefrei sein (bzw. werden)[ÖWB 1]
- Arena (f) → auch: Freilichttheater[ÖWB 1]
- Armutschkerl (n) → bedauernswerter Mensch
- (ums) Arschlecken (n) mda. vulg. → sehr knapp (z. B. „das ist sich ums Arschlecken nicht ausgegangen“)
- Aschanti (f) veraltet → Erdnuss[ÖWB 1]
- Asperl (mda.) (n) → in Ostösterreich Mispel[ÖWB 1]
- Asylwerber → Asylbewerber
- aufmascherln ugs.→ sich herausputzen, aufpeppen[ÖWB 1]
- Aufsitzer (m) ugs. → Reinfall, dummer Fehler[ÖWB 1]
- ausdekoriert → mit allen Auszeichnungen/Orden/Ehrungen versehen; es bleibt keine Auszeichnung mehr übrig, die man noch verleihen könnte
- ausfassen → (Essen, eine Strafe etc.) erhalten[ÖWB 1]
- sich ausgehen → ausreichen oder passen (zeitlich, räumlich, finanziell …)[Duden 1]
- ausfolgen Amtssprache → aushändigen[ÖWB 1]
- ausforschen Amtssprache → ermitteln, ausfindig machen
- ausgreifen ugs.→ unsittlich berühren
- ausmalen → (Zimmer/Wohnung) streichen
- sich ausrasten → ausruhen[ÖWB 1]
- ausreiben → aufwischen, scheuern[ÖWB 1]
- ausschroten veraltet → Fleisch aushacken, ein Ergebnis ausschlachten[ÖWB 1]
- aus sein → etwas ist aus = die Vorräte sind erschöpft
- jem. gut/schlecht aussteigen lassen → jem. gut/schlecht aussehen lassen
- äußerln ugs. → Gassi gehen[ÖWB 1]
- Autodrom (n) → Autoscooter[ÖWB 1]
- Aviso (n) → Avis, Wink, Ankündigung[ÖWB 1]

## B
- baba! → tschüss!, leb wohl![ÖWB 1]
- Backhendl (n) → Backhuhn[ÖWB 1]

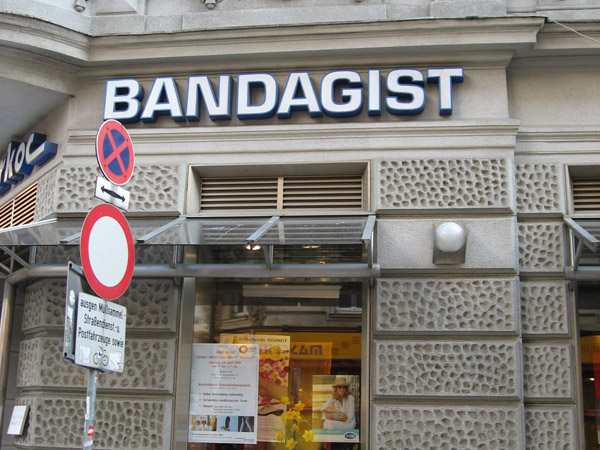
Geschäft für Sanitätswaren

- Backröhre/Backrohr/Rohr auch süddt. → Backofen
- Bahöl bzw. Bahö→ Aufsehen, Aufhebens, Aufruhr, Tumult, Lärm[ÖWB 1][4]
- Ballschani (m) → Balljunge[3]
- Bandagist → Orthopädietechniker
- Bankomat auch in anderen mitteleuropäischen Ländern → Geldautomat
- Bankomatkarte → Debitkarte
- Barterl (n) ugs, auch Batterl → Lätzchen[ÖWB 1]
- Bartwisch (m) → Handbesen[ÖWB 1]
- Bassena (f) → Wasserstelle auf dem Flur eines Mietshauses, „auf dem Gang eines Zinshauses“
- Bauschen (m) auch bayr. → Bausch[Duden 1]
- Bauxerl (n) mda. → kleines, reizendes Kind[ÖWB 1]
- Bazi (m) auch bayr. mda., auch scherzhaft → Schlingel, insbesondere: „Wiener Bazi“[ÖWB 1]
- Bedienerin (f) → Zugehfrau[ÖWB 1], Raumpflegerin
- bedingt auch schweiz. (z. B.: „fünf Monate bedingte Haft“) → Freiheitsstrafe auf Bewährung[Duden 1]
- beeinspruchen → Einspruch erheben gegen, Berufung einlegen gegen[Duden 1]
- beflegeln → beschimpfen, anpöbeln[Duden 1]
- befürsorgen → betreuen[Duden 1]
- beheben → abheben (Amtsdeutsch[ÖWB 1] z. B. Geld abheben am Automaten) oder → abholen[5] („nicht behoben“ = nicht abgeholt)
- beiläufig → auch: ungefähr, etwa[ÖWB 1]
- Beiried (n/f) → Rippenstück vom Rind, Roastbeef
- Beisl/Beisel (n) → Lokal, Kneipe
- Beistrich (m) → Komma[ÖWB 1]
- Benützer (m), benützen auch süddt. und schweiz. → Benutzer, benutzen
- Berggeher (m) → Bergsteiger, Wanderer
- Beuschel (n) → obere Eingeweide, Lunge und Herz
- Beuschelreißer ugs. → starke Zigarette

- beuteln auch süddt. → schütteln[Duden 1]
- Bewerb (m) → Wettbewerb[Duden 1]
- Bim ugs. → Straßenbahn[ÖWB 1]

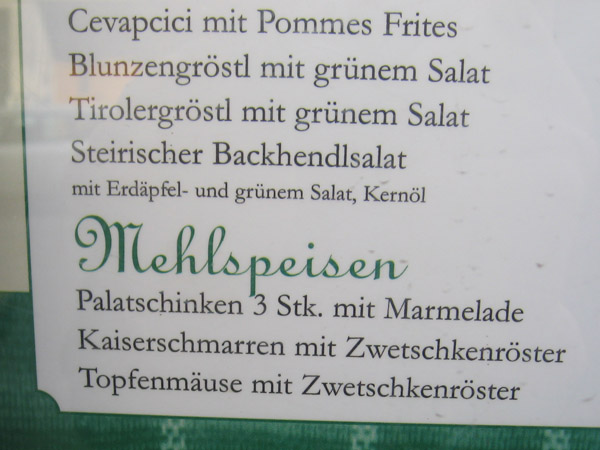
Blunzengröstl, Backhendlsalat, dann Palatschinken mit Marmelade oder doch lieber Kaiserschmarren mit Zwetschkenröster?

- Binkel (m) ugs. → Bündel, liebevoll: Kind[ÖWB 1]
- Biskotte (f) → Löffelbiskuit (n/m)
- Biskuitroulade (f)[ÖWB 1] → Biskuitrolle (f)[Duden 1]
- blad ugs. derb → dick[ÖWB 1]
- Blasbalg (m) → Blasebalg[ÖWB 1]
- Blitzgneißer (m) ugs., scherzhaft → jemand, der etw. rasch begreift (siehe gneißen)
- Blockrandverbauung (f) → Blockrandbebauung
- Blumenkisterl (n), auch: Blumenkiste (f) → Blumenkasten[Duden 1]
- Blunze, auch: Blunzen (f) → Blutwurst; derb: dumme Frau
- blunzen („ist mir blunzen“) mda. → egal, schnuppe[ÖWB 1]
- Bockerl (n) → Kieferzapfen[ÖWB 1]
- Bodenwachs (n) → Bohnerwachs
- Bramburi ugs., scherzhaft → Kartoffeln[ÖWB 1] (aus dem Tschechischen, wo einst aus Brandenburg importierte Erdäpfel so genannt wurden)
- brandeln ugs. → nach Brand riechen[ÖWB 1]; bezahlen
- Brandteigkrapferl (n) → Windbeutel
- Branntweiner (m) → Branntweinausschenker, mda. auch: Säufer[Duden 1]
- brenzeln/brenzlig auch in Altbayern → nach Brand riechen(d), prekär, gefährlich
- Brettljause (f) → auf einem Brett servierte, rustikale Zwischenmahlzeit[Duden 1]
- brocken → pflücken (Beeren, Kirschen)[ÖWB 1]
- Brösel (n) auch bayr. → Krümel[Duden 1]
- Bub (m) auch süddt. und schweiz. → männliches Kind, Knabe, Junge
- Budel (f) auch bayr. → Ladentisch[Duden 1]
- budern, auch: pudern vulg. → Geschlechtsverkehr haben
- Bummerl (n) → Verlustpartie (besonders beim Schnapsen), „das Bummerl haben“ → der Gefoppte oder Verlierer sein[ÖWB 1]
- Burenwurst (f) mda. despektierlich auch das Burenhäutel → eine Brühwurst
- Bursch (m) neutral, ugs. auch meliorativ → männlicher Jugendlicher; meliorative Beispiele: ein fescher Bursch; was für ein Bursch! (iSv Prachtkerl)[ÖWB 1]
- Bursche (m) nur pejorativ → einer, der suspekt ist (Beispiel: Was ist denn das für ein Bursche?); ein übler Bursche
- Buschenschenke/-schank siehe Heuriger (2), auch Betrieb, in dem Landwirte ihre Erzeugnisse verkaufen
- Bussi, Busserl (n) auch süddt.; familiär → Kuss, Küsschen (vgl. tschechisch und kroatisch pusa, ungarisch puszi)
- Butte (f) auch süddt. und schweiz. → hölzernes Gefäß, auch auf dem Rücken zu tragen

## C
- Causa (f) → Rechtsfall, juristischer Streitfall[ÖWB 1]
- Cercle (m) → auch: vorderste Sitzreihen im Theater oder Konzertsaal[ÖWB 1]
- Christkind (n) → Jesus Christus als Kind, welches zu Weihnachten Geschenke bringt (statt des Weihnachtsmanns)[ÖWB 1]
- Christkindlmarkt (m) auch süddt  → Weihnachtsmarkt, Adventsmarkt[Duden 1] Was in Deutschland der Weihnachtsmarkt ist, heißt in Österreich Christkindlmarkt

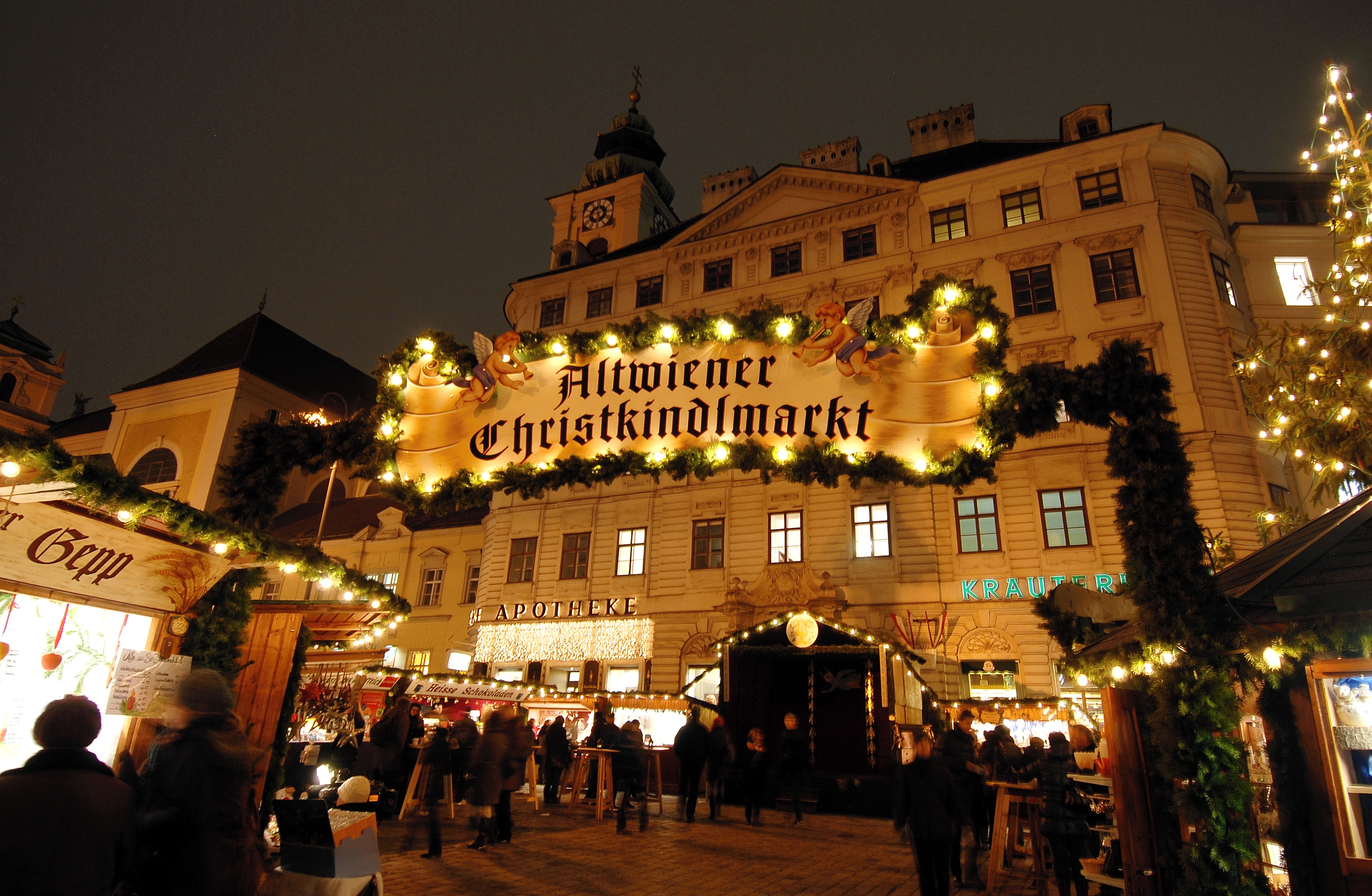
Was in Deutschland der Weihnachtsmarkt ist, heißt in Österreich Christkindlmarkt

- Christtag (m) auch bayr. → 1. Weihnachtsfeiertag[Duden 1]
- Coloniakübel (m) auch Koloniakübel: großer Mülleimer, auch analog: Coloniawagen, Coloniasystem[6]
- Corner (m) auch schweiz. → Eckball[Duden 1]
- Cottage (f, Aussprache: kottéhsch [kɔˈteːʃ] ugs., insbesondere früher üblich bei Bewohnern des zu den Wiener Gemeindebezirken Währing und Döbling gehörenden Cottageviertels); sonst Cottageviertel, seltener Cottage (n, Aussprache: [ˈkɔtɪtʃ], [ˈkɔtɜtʃ]) → Wiener Villenviertel

## D
- daherbringen auch süddt → mit sich bringen; abwert. unüberlegt äußern, daherreden[Duden 1]
- Dalk (m) auch süddt., ugs. → ungeschickter Mensch, Dummkopf; dalken ugs. → kindisch, dumm reden; dalke[r]t auch süddt., ugs. → ungeschickt, dumm, unbeholfen, einfältig; ohne Sinn u. Inhalt[Duden 1]
- Dalken (Plural) → Gebäck in Form kleiner Fladen[Duden 1]
- Deckel (m) → Rechnung im Restaurant und → Bockschein der Prostituierten
- Deka (n) → Kurzform für Dekagramm[Duden 1]
- Delogierung (f) → Zwangsräumung[Duden 1]
- deppert auch süddt., mda. → dumm, blöd, ungeschickt[ÖWB 1]
- der(r)isch → taub, schwerhörig
- detto auch bayr. → dito[Duden 1]
- Dille (f), Dillkraut (n) → Dill[ÖWB 1]
- Dillo (m) ugs. v.a. Wien → Idiot, Schwachkopf, Trottel
- Dippel (m) ugs. → Beule
- Dirndl (n) mda., auch bayr. → Mädchen, junge Frau[Duden 1]
- Dirndl (n) auch bayr. → Dirndlkleid (zur Tracht gehörendes oder ihr nachempfundenes Kleid)[Duden 1]
- Dirndl (f), Dirndlstrauch (m) → Kornelkirsche[Duden 1]
- Dod(e)l (m) ugs. → Dummkopf, dummer Kerl[Duden 1]
- doppeln auch süddt. → Schuhe sohlen[Duden 1]
- Doppler (m) ugs. → Zweiliterflasche (meist Wein), Fernglas
- Dragoner (m) → auch: Rückenspange am Mantel[ÖWB 1]
- Drahtmaxe (f) → Drahtschlinge, früher zum Fangen von Tieren verwendet
- Drahtwaschl (m) → Topfreiniger aus (meist) Edelstahl, auch für ein Knäuel Stahlwolle
- drapp/drappfarben veraltet → sandfarben[ÖWB 1]
- Dulliöh (n/m) ugs. → Ausgelassenheit, Alkoholrausch[ÖWB 1]
- durchwegs auch schweiz. → durchweg[Duden 1]

## E
- eh süddt. ugs. → ohnehin, ohnedies[Duden 1]
- Eierschwammerl (n) → Pfifferling[Duden 1]
- Eierspeis (f) → Rührei[Duden 1]
- Eiklar (n) → Eiweiß im (Hühner-)Ei[Duden 1]
- Einbahn (f) → Kurzform für Einbahnstraße[ÖWB 1]
- einbekennen → eingestehen[Duden 1]
- Einbrenn (f) → Mehlschwitze[Duden 1]
- einfärbig → einfarbig[Duden 1]
- einheben auch süddt. → (Gebühr) erheben, kassieren[ÖWB 1]
- einlangen → ankommen, eintreffen[Duden 1]
- Einlassungsfahrlässigkeit → rechtswidriges Verhalten durch Einlassen auf eine gefährliche Situation, vorhersehbar zum Beispiel wegen fehlender Qualifikation oder körperlicher oder geistiger Fähigkeiten; syn. Übernahmefahrlässigkeit, Übernahmsfahrlässigkeit[7]
- Einsatz (m) → Pfand bzw. Pfand auf Getränkebehälter
- Einspänner → schwarzer Kaffee mit Schlagobers, einzelnes (kein Paar) WürstelEin Einspänner aus einem Wiener Kaffeehaus

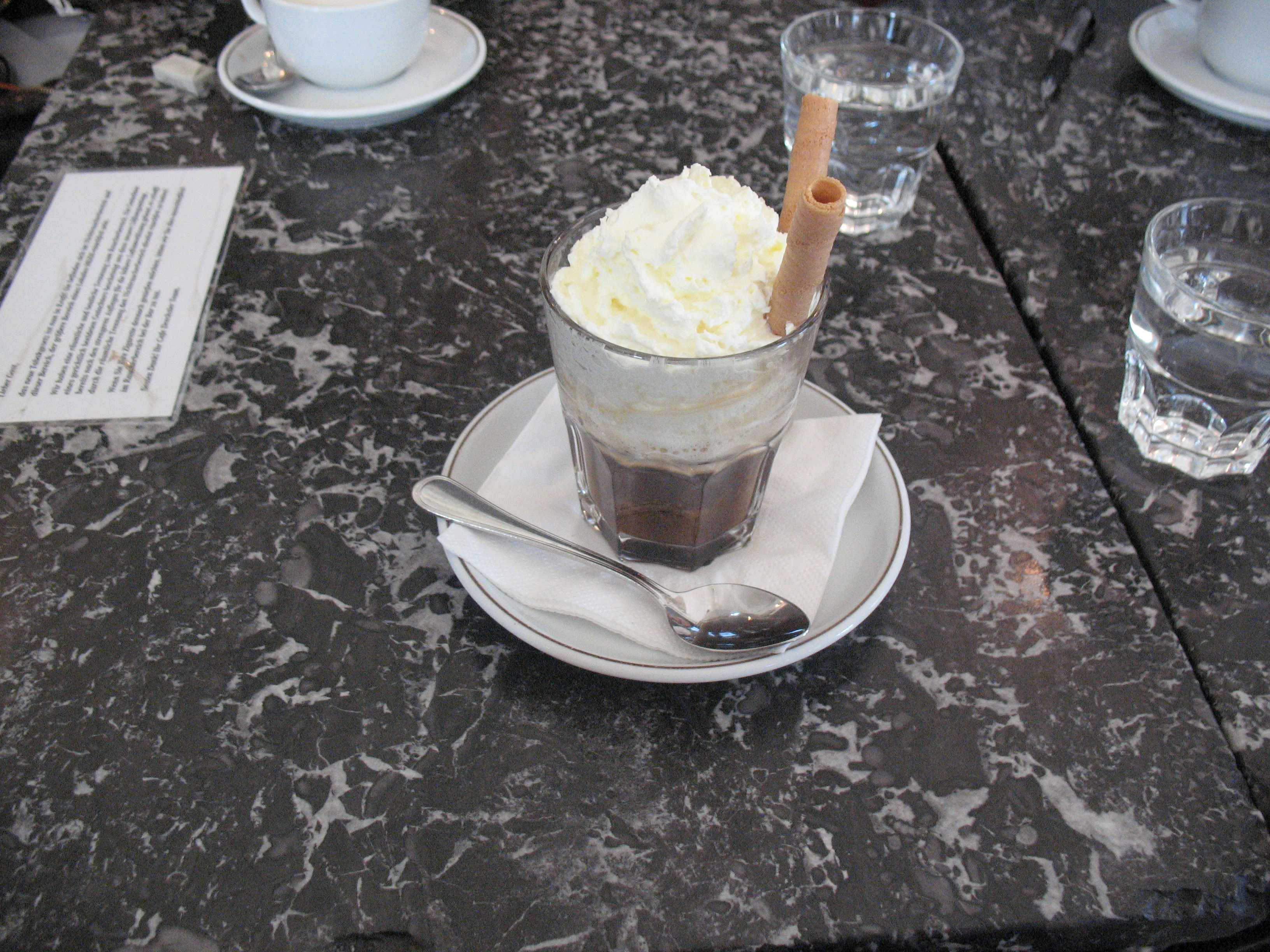
Ein Einspänner aus einem Wiener Kaffeehaus

- Einvernahme auch schweiz. → Vernehmung, Verhör; einvernehmen → vernehmen, verhören[Duden 1]
- einzwicken → einklemmen[ÖWB 1]
- Eiskasten (m) → Kühlschrank[ÖWB 1]
- Eitrige (Wien, mda., scherzh.) → Käsekrainer[ÖWB 1]
- Engrossist (m) veraltet → Grossist, Großhändler[ÖWB 1]
- enthaften → aus der Haft entlassen (Gegenteil von verhaften)[ÖWB 1]
- Entlehnbibliothek (f) → Ausleihbibliothek
- Entscheid (m) → Entscheidung (f)
- Eprouvette (f) → Reagenzglas[Duden 1]
- Erdapfel → Kartoffel[Duden 1]
- Erkenntnis (n) → Gerichtsurteil[Duden 1]
- Erlag (m) Amtssprache → Einzahlung, Entrichtung[Duden 1]
- Erlagschein → Zahlschein für Bareinzahlungen beim Postamt bzw. der Bank[ÖWB 1]
- erlegen → (einen Geldbetrag) hergeben, bezahlen[Duden 1]
- Evidenz (f) Amtssprache → Übersicht; im noch nicht fertig bearbeiteten Akt behalten worden; siehe auch Evidenzbüro
- Exekution (f) Amtssprache → Pfändung; Exekutor → Gerichtsvollzieher[Duden 1]
- extramural → niedergelassen (Arzt)
- Extrawurst → Wurstsorte; Ausnahme

## F
- fad ugs. → langweilig[WöD 1]

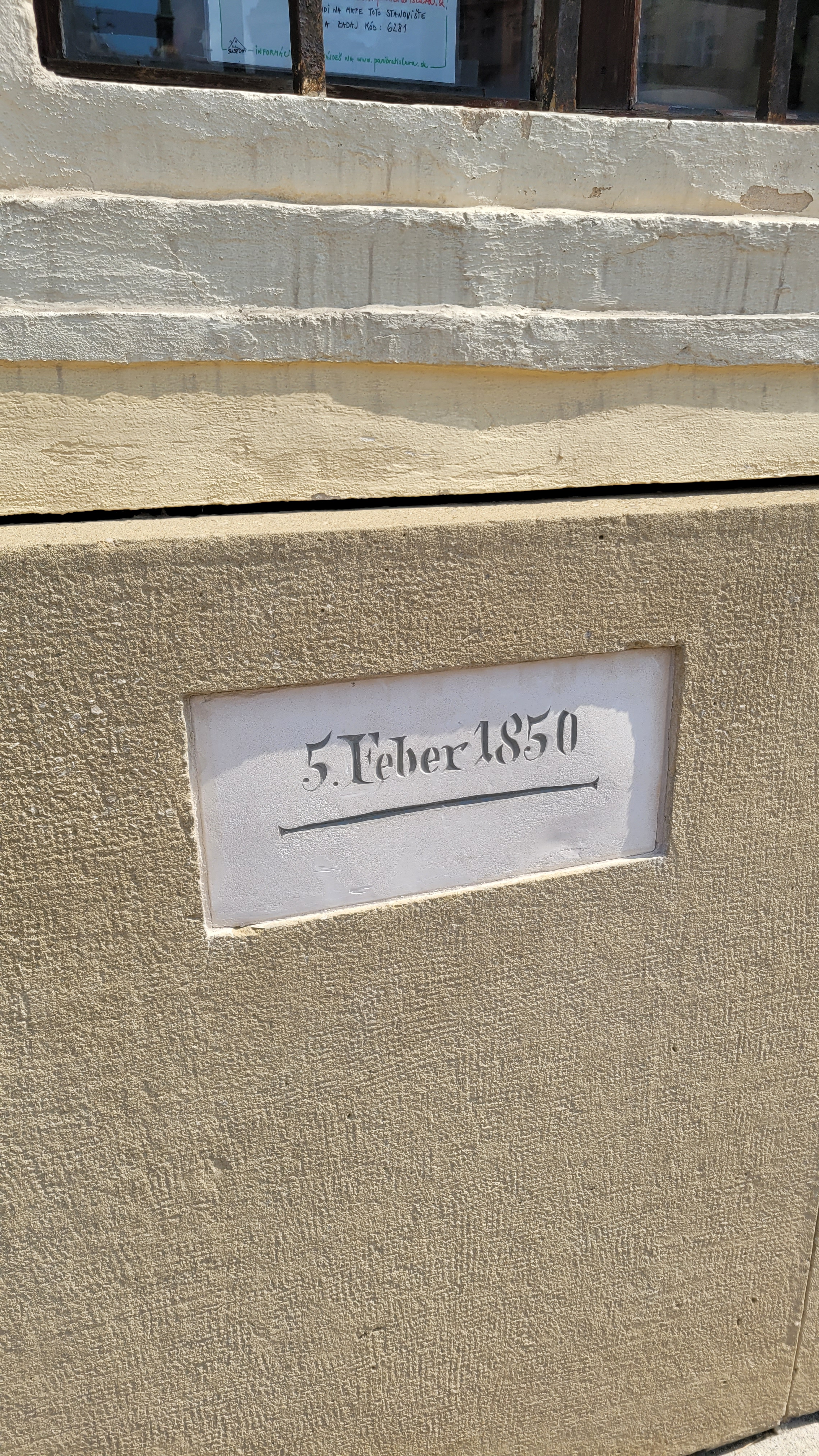
Inschrift Feber in der ehemals österreichischen Stadt Bratislava

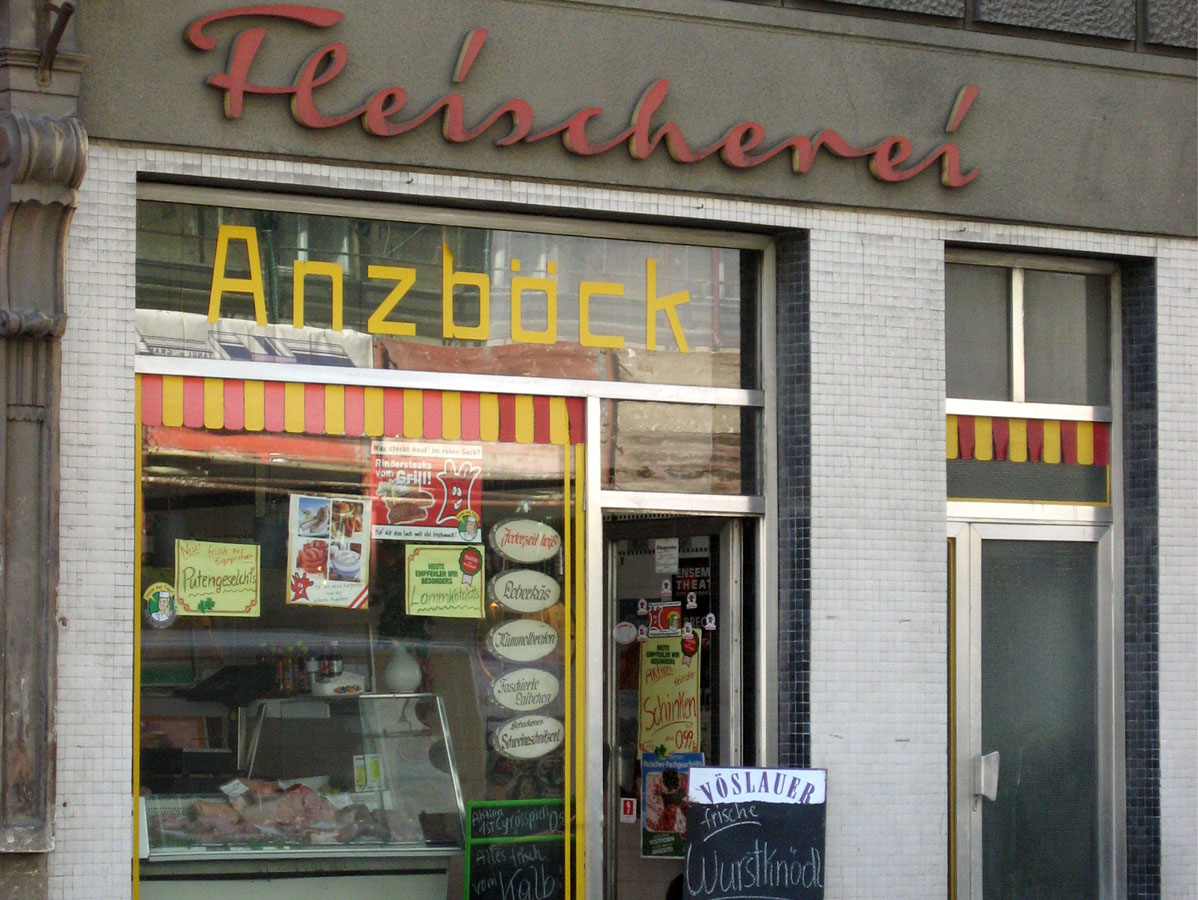
In der Fleischerei gibt es Putengeselchtes, Wurstknödel, Fleischkäse, faschierte Laibchen und natürlich Schnitzel

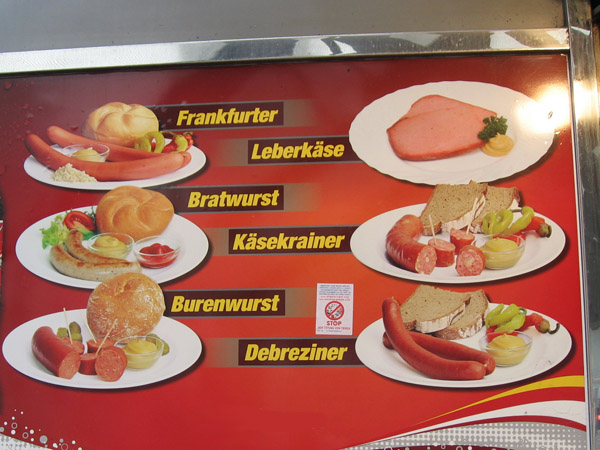
Debreziner, Frankfurter und Burenwurst

- sich fadisieren ugs. → sich langweilen[Duden 1]
- Faktorielle (f) → Fakultät (Mathematik)
- Faschiertes → Hackfleisch[Duden 1]
- Fasche (f) → Verband (Medizin); faschen → „Verband anlegen“[Duden 1]
- Fauteuil → Polstersessel[ÖWB 1]
- Feber → Februar[ÖWB 1]
- Federpennal (n) → Federmappe[8][9]
- Feitl mda. → Taschenmesser, Messer[ÖWB 1]
- Fenstertag / Zwickeltag → Brückentag
- Ferner (m) → Gletscher
- ferten mda. → im vergangenen Jahr[10]
- fesch → hübsch, attraktiv, seltener: klug, smart
- Feschak (m) salopp → fescher, auch: selbstgefälliger Mann
- fett mda. → betrunken; vollfett → stark betrunken
- Fetzen (m) → Putztuch, Lappen; ugs. derb Betrunkenheit; salopp Schulnote „nicht genügend“; salopp billiges, schlecht sitzendes Kleid
- Fetzendach (n) mda. → Cabrioverdeck[ÖWB 1]
- Fetzenlaberl (n) ugs. → nachkriegszeitlicher, billiger Ersatz für einen Fußball[ÖWB 1]
- Feuerhalle (f) → Krematorium[ÖWB 1]
- Fledsch  (m) auch süddt., mda, abwertend  → unordentlicher/moralisch verdorbener Mensch[11]
- Fiaker (m) → zweispännige Mietkutsche und deren Kutscher[ÖWB 1]
- fischen → angeln (im Hochdeutschen verwendet man Fischernetze beim Fischen und Angelruten beim Angeln)
- Fisole (f) → Bohnschote, grüne Bohne[ÖWB 1]
- fladern ugs. → stehlen
- Flankerl (n) ugs. → Flocke, Fussel[Duden 1]
- flauchen ugs. → stehlen
- Fleck (m) ugs. → Schulnote „nicht genügend“[ÖWB 1]
- Fleckerl → eine Teigware
- Fleckerlteppich → Flickenteppich[ÖWB 1]
- Fleischhauer (m) → Fleischer, Metzger[ÖWB 1]
- Fleischhacker (m) ugs. → Fleischhauer[ÖWB 1]
- Fleischkäse (m) → Leberkäse
- Fleischlaibchen, -laiberl (n) → Frikadelle
- zu/mit Fleiß → mit Absicht (gegen jemanden oder etwas, z. B. ihm zu Fleiß)[ÖWB 1]
- Flugblatt → Prospekt[12]
- Fogosch (m), Fogasch (m) (von ungarisch fogas) → Zander
- fortgehen auch süddt. → ausgehen, weggehen
- Fopper → Schnuller
- Fotze (f) auch bayr., ugs. derb → Mund; Vagina; Ohrfeige; Schimpfwort für eine Frau[Duden 1]
- Fotzhobel (m) mda. → Mundharmonika[ÖWB 1]
- Frankfurter Würstel → Wiener Würstchen
- Frächter → Spediteur
- fretten ugs. → sich mit etwas sehr abmühen, sich mühsam durchbringen; Nomen: Gefrett bzw. Gfrett[Duden 1]
- Frittaten → eine Suppeneinlage aus geschnittenen Pfannkuchenstreifen
- Funsen (f) ugs. vulg. → eingebildete, hochmütige, unangenehme, aber oft dumme, geistlose weibliche Person
- Fußgeher → Fußgänger; Fußgeherzone → Fußgängerzone
- jemanden führen auch süddt. → jemanden fahren[ÖWB 1]
- Fülle → Füllung[Duden 1]
- Fußabstreifer auch süddt. → Fußabtreter, Fußmatte[Duden 1]

## G
- gar ugs. → aus im Sinn von: zu Ende, aufgebraucht, abgewickelt, ausverkauft
- garagieren auch schweiz. veralt. → (ein Kraftfahrzeug) in die Garage stellen[Duden 1]
- Gatsch (m) ugs. → Matsch, Schlamm, Brei; Adjektiv: gatschig[ÖWB 1]
- Gebarung → Haushaltsführung, Haushaltsplan
- Gedenkdiener
- gefinkelt → durchtrieben, raffiniert[Duden 1]
- Gegenstand (m) → Schulfach
- Gehalt (m) → Gehalt (n): regelmäßiges Arbeitsentgelt, Besoldung[13]
- gehören (jemandem gehört etwas) → jemandem gebührt etwas („ihm gehört eine Ohrfeige“); (jemand gehört etwas) → mit jemandem sollte etwas geschehen („er hätte kastriert gehört“)[14]
- Gehsteig auch bayr. → Bürgersteig, Gehweg, Trottoir[Duden 1]
- Gelenksbeschwerden → Gelenkbeschwerden
- Gelse (f) → Stechmücke
- Gendarmerie (f) veralt. → Landpolizei, 2005 in die Polizei eingegliedert; auch abwertend für Polizei Früher sorgte am Land die Gendarmerie für Recht und Ordnung
- Germ (m/f) auch süddt. → Hefe
- Geschoß (n) → Geschoss[ÖWB 1]
- gschmackig mda. → schmackhaft[Duden 1]

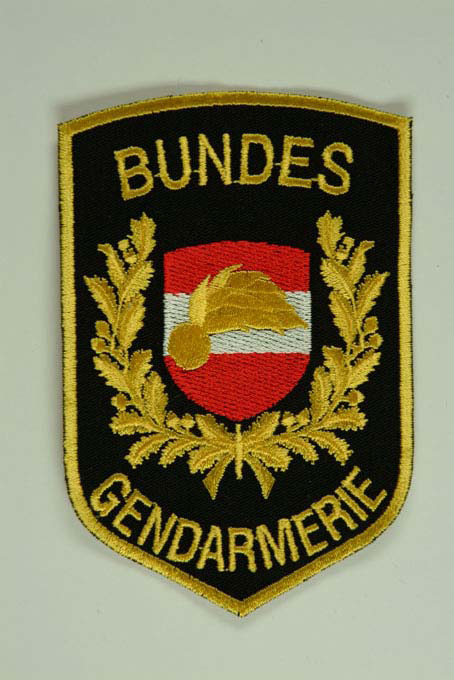
Früher sorgte am Land die Gendarmerie für Recht und Ordnung

- Geselchtes (n) auch süddt. → geräuchertes Fleisch[ÖWB 1]
- gespritzt → mit Sodawasser versetzt (Apfelsaft gespritzt → Apfelschorle)[ÖWB 1]; mda. auch: nicht ganz ernst zu nehmende Person
- Gespritzter, Spritzer (m) → Wein mit Sodawasser[ÖWB 1]
- Gewand (n) in D. veraltet → Kleidung[Duden 1]
- Gewurl (n) ugs. → Gewimmel, Gedränge[ÖWB 1]
- Gfrast (n) mda. → schlimmes Kind, schlechter Mensch[ÖWB 1]
- Gfrieß, Gefrieß (n) mda. vulg., abwertend → Gesicht[Duden 1]
- Gleichenfeier (f) → Richtfest[Duden 1]
- Glumpert (n), auch Klumpert mda. → Kram, Tand, Ramsch[Duden 1], Krempel, Zeug
- gneißen auch kneißen ugs., auch bayr. → nach längerer Zeit etw. begreifen, durchschauen[Duden 1]
- grantig ugs., auch bayr. → übel gelaunt; ärgerlich, unmutig[Duden 1]
- Grammel (f) auch bayr. → Griebe[Duden 1]
- grauslich auch bayr. → leichtes Schaudern hervorrufend; abscheulich, grässlich; hässlich; ekelhaft.
- Greißler veralt. → kleiner Lebensmittelladen/-händler[Duden 1]
- Grießkoch (n) auch bayr. → Grießbrei
- g’schamster Diener → gehorsamster Diener, veraltete wienerische Höflichkeitsfloskel
- Gscherter mda., auch bayr. → ungehobelter, unkultivierter Tölpel, Provinzler[ÖWB 1] (eigentlich: Geschorener); Adjektiv: gschert
- Gschnas(-fest) (n) → Kostümfest[ÖWB 1]
- Gschrapp (m, n), Gschropp (m) mda. → kleines Kind[ÖWB 1]
- gsi vorarlb. und schweiz. → gewesen daher: Gsiberger → Vorarlberger[ÖWB 1]
- Gspusi (n.) mda.→ Liebesverhältnis, Liebschaft, Techtelmechtel[15]
- Gugerschecken mda. → Sommersprossen[ÖWB 1]
- Gugelhupf (m) auch süddt. → Napfkuchen
- Gurkerl → Spielzug beim Fußball, bei dem der Ball durch die Füße des Gegners manövriert wird
- gustiös → appetitlich[Duden 1]; öfter im Gegensatz: ungustiös
- Gusto auch Gust, Glust mda. (m) → Appetit, Lust[Duden 1]
- Gustostückerl (n) → Leckerbissen[Duden 1], besondere Leistung

## H

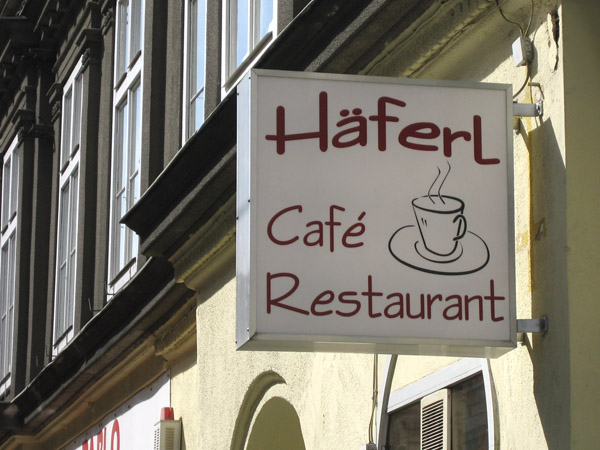
Kaffee trinkt man aus Häferln

- Haberer auch Hawara (m) mda. → Kumpel, Freund (Mann)[ÖWB 1]; auch fester Freund, Ehemann
- Hachel (f) → Gemüsehobel, Verb: hacheln[Duden 1]
- hackeln ugs. → arbeiten[Duden 1]; Hackler (m) ugs. → Arbeiter, offiziell in: Hacklerregelung
- Hadern (m) ugs.→ Lumpen[ÖWB 1] (Alttextilien)
- Häfen (m) mda. → Gefängnis[ÖWB 1]
- Häferl (n) → große Tasse (vgl. engl. mug)[ÖWB 1]
- Handschlagqualität (f) → Vertrauenswürdigkeit, Verlässlichkeit
- Hangerl (n) → kleines Geschirrtuch (das der Kellner am Arm hängen hat)[Duden 1]
- hatschen auch bayr., mda. → hinken, schleppend gehen[Duden 1]; der Hatscher mda. → lange, fade Gehstrecke
- Haube (f) auch süddt. → Mütze[Duden 1]
- Haubenkoch → Sternekoch
- Häupt(e)lsalat (m) auch süddt. → Kopfsalat[Duden 1]
- Hausbesorger (m) → amtlich für Hausmeister[Duden 1]
- Häusl (n) mda. → Toilette, Klosett[ÖWB 1]
- Hausverstand (m) → gesunder Menschenverstand[Duden 1]
- Hetschepetsch, Hetscherl (n) mda. → Hagebutte[ÖWB 1]
- Hetz (f) ugs. → Spaß
- heuer auch süddt. und schweiz. → in diesem, im laufenden Jahr[Duden 1]; heurig auch süddt. und schweiz. → diesjährig[Duden 1], Beispiele: im heurigen Jahr (= heuer) / Geschäftsjahr / Jänner / Winter
- Heurige → Frühkartoffel
- Heuriger (1) (m) → heuriger Wein (Wein der letzten Lese)
- Heuriger (2) (m) → Buschenschank, Besenwirtschaft, Straußwirtschaft
- Hieferl, Hüferl (n) → Hüftsteak[Duden 1]
- Hochschaubahn (f) → Achterbahn[Duden 1]
- Höger (m) auch schweizerisch -> Hügel
- Hofrat (m) → ein BeamtentitelHofrat – auch heute ein gängiger Beamtentitel

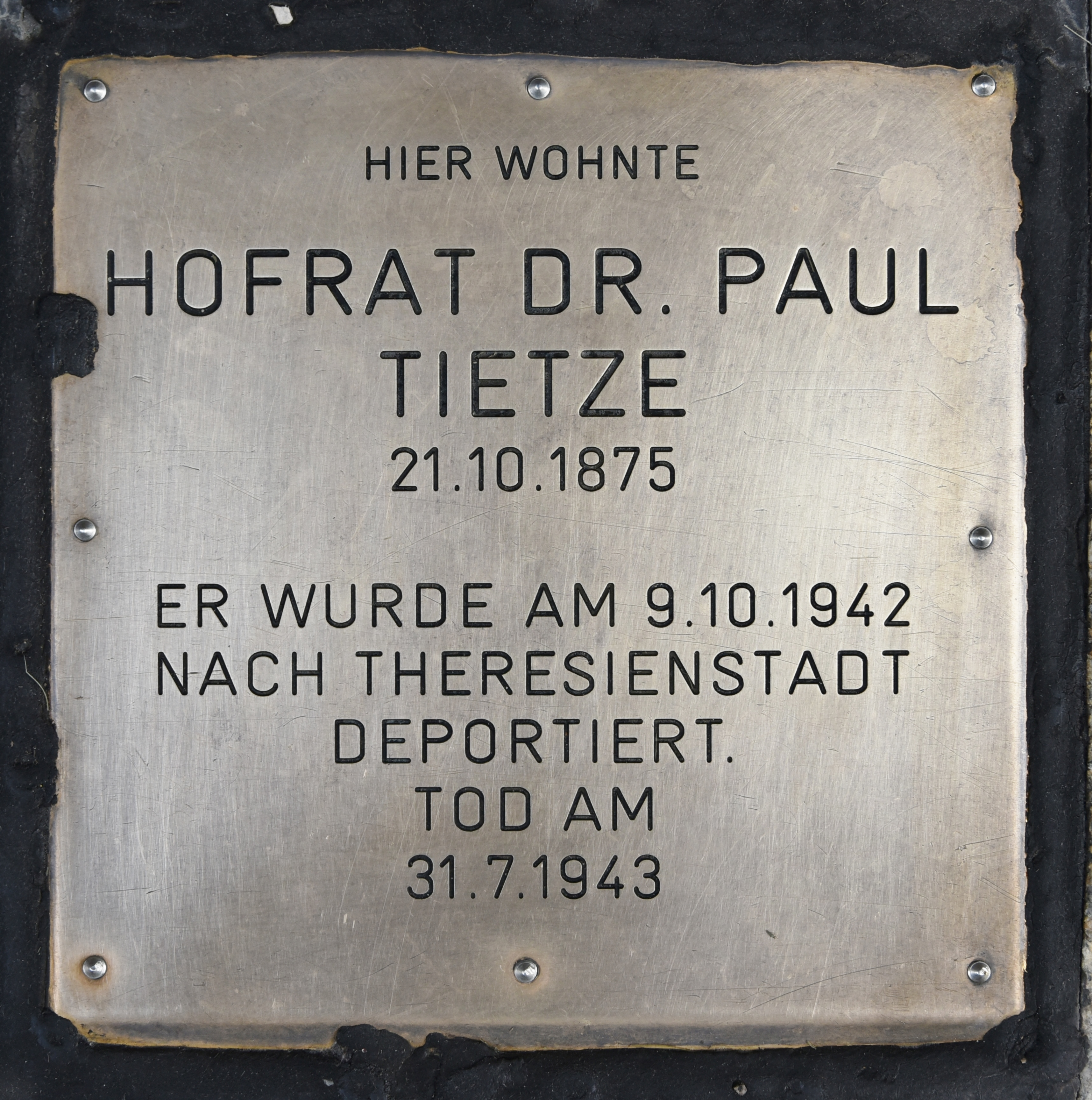
Hofrat – auch heute ein gängiger Beamtentitel

- Holler (m) auch süddt. → Holunder[Duden 1]; mda.: Unsinn
- Hosensack (m) auch süddt. und schweiz. → Hosentasche[Duden 1]
- Hosentürl (n) auch bayr., ugs. → Hosenschlitz[ÖWB 1]
- Hotter (m) → Gemeindegrenze aus dem ungarischen határ im Burgenland und in der Oststeiermark[ÖWB 1]
- hudeln ugs., auch schwäbisch → (sich be-)eilen unter Verlust der Sorgfalt
- Hundstrümmerl mda. → Hundekot[ÖWB 1]
- Hutsche (f) → Schaukel; Hutschpferd → Schaukelpferd[ÖWB 1]; veraltet: Hutschenschleuderer, der Anschieber bei einem Schaukelbetrieb

## I
- ident → identisch
- intramural → Bereich des Krankenhauses
- i-Tüpferl (n) auch bayr. → i-Punkt, i-Tüpfelchen
- i-Tüpfel-Reiter (m) → Pedant
- Itaker auch Itaka (m) veraltet, mda., abw., auch süddt. → Italiener[ÖWB 1]

## J
- Jänner (m) → Januar[ÖWB 1]
- Jaukerl (n)→ Injektion [Duden 1]

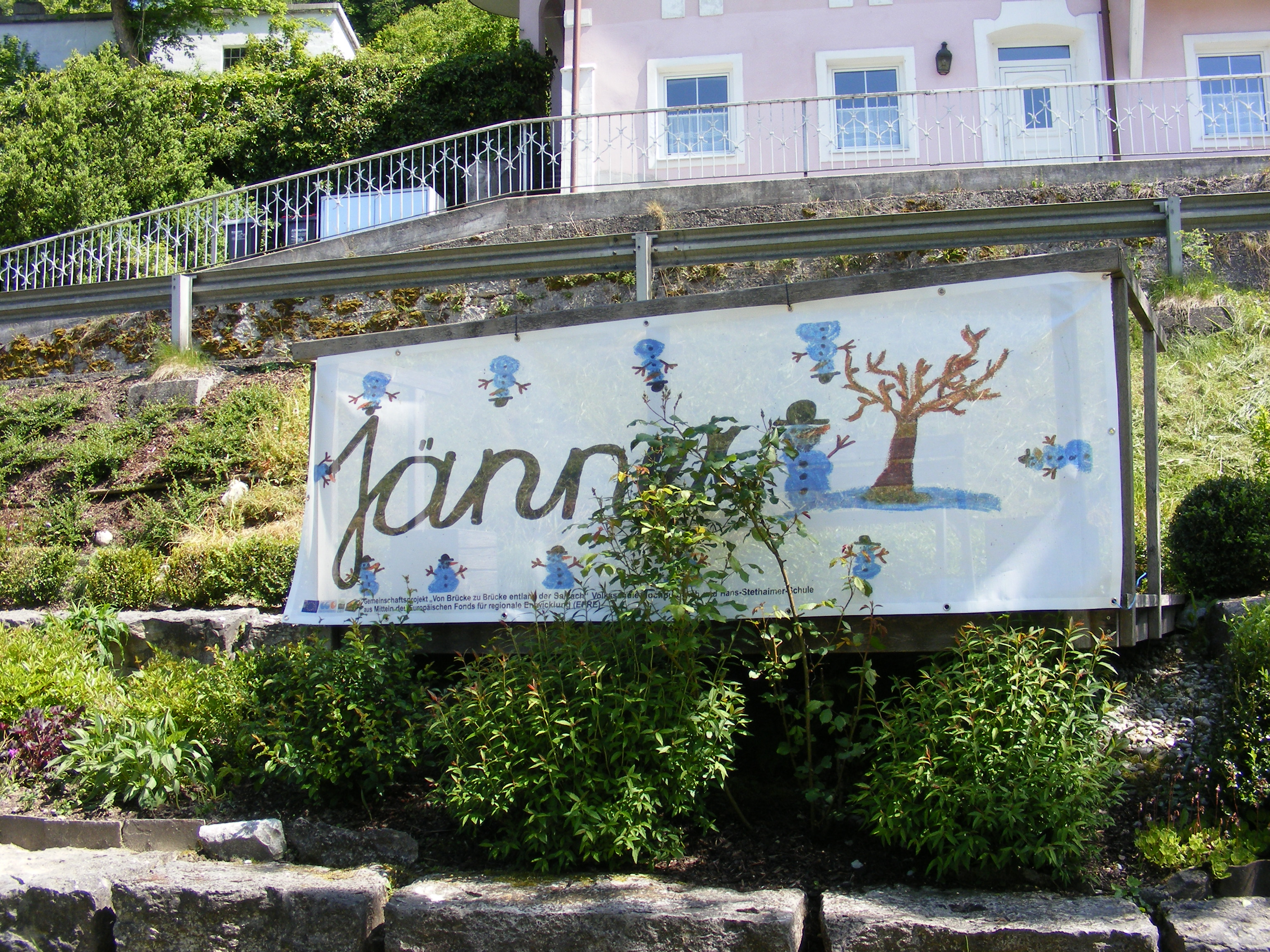
Austriazismus Jänner – Projektarbeit einer Volksschule

- Jause (f) → Zwischenmahlzeit, kalte Mahlzeit; Verb: jausnen[ÖWB 1]
- Journaldienst (m) → Bereitschaftsdienst
- das Joghurt → der Joghurt
- Jungfernbraten → Lendenbraten vom Schwein[Duden 1]
- juridisch → juristisch[Duden 1]
- Jus (n) auch schweiz. → Recht, Jura, Studium der Rechtswissenschaft

## K

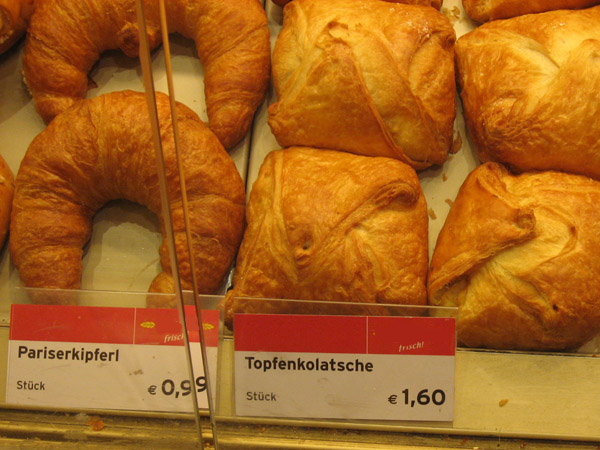
Kipferl und Kolatschen

- Kantineur (m) → Betreiber einer Kantine
- Kapazunder (m) mda. → Koryphäe, Kapazität[Duden 1]
- Karenz (f) speziell Mutterschafts- und Vaterschaftsurlaub, → Elternkarenz
- Karfiol (m) → Blumenkohl[Duden 1]
- Kariola – Schubkarre
- Kappe (f) → Mütze
- Kaschpl (mda.)(f) → Speiseabfälle, als Futtersuppe („Sautrank“) an die Schweine verfüttert
- Kaspel (f) → vermeintlich korrekte Verschriftlichung von Kaschpl, „Sautrank“
- Kassa (f) → Kasse[Duden 1]
- Kassier (m), Kassierin (f) → der Kassierer, die Kassiererin[16]
- Kasten (m) auch süddt. und schweiz. → Schrank[Duden 1]
- Kästenweib (f) → Maroniverkäuferin (Kästen = Maroni)[17]
- Kees (n) → Gletscher
- Keusche mda. → Hütte, kleines ärmliches Bauernhaus[18]
- Kiberer (m) mda., abw. → Polizist[ÖWB 1]
- kiefeln ugs. → nagen[Duden 1]
- Kipferl (n) → Hörnchen[ÖWB 1]
- klagen (jmd.) jur. → verklagen
- Klappe (f) → Nebenstelle, Anschluss, Durchwahlnummer (Telefon)[Duden 1]
- kleschn mda. → krachen[ÖWB 1]
- Kletze (f) → Dörrbirne; Kletzenbrot
- Klobesen (m) → WC-Bürste
- Klub (m) → Fraktion (Politik) von Abgeordneten in einem Gremium
- Klubobmann (m) → Fraktionsvorsitzender
- Kluppe (f), Klupperl (n) auch bayr. → Wäscheklammer
- Knödel (m) auch süddt. → Kloß
- Kohlrübe (f) Wiener Küchenspr. → Kohlrabi[Duden 1]
- Kohlsprossen (f plural) → Rosenkohl[ÖWB 1]
- Kolatsche (f), auch: Golatsche → eine Mehlspeise
- Koloniakübel (m) wienerisch → Abfalleimer
- Kollektivvertrag → Tarifvertrag
- Kommission (f) → Bestellung von Ware
- kommod → bequem, angenehm
- Kornspitz auch süddt. → ein Gebäck[ÖWB 1]
- Krachen (f) mda. → Schusswaffe[ÖWB 1]
- Kracherl (n) auch bayr. → Limonade mit Sodawasser[ÖWB 1]
- Krainer (f) → Wurstsorte aus der Krain, einem historischen Teil Sloweniens[ÖWB 1]
- Krampen (m) auch bayr. → Spitzhacke[Duden 1]
- Krankenkassa (f) → Krankenkasse[ÖWB 1]
- Krapfen (m) auch bayr. → Berliner Pfannkuchen
- Kraut (n) auch süddt. → Weißkohl; Krauthäuptel (n) → Kohlkopf[Duden 1]
- Kren (m) auch süddt. → Meerrettich[ÖWB 1]
- Krida (f) jur. → Konkursvergehen[Duden 1]
- Krowot (m) mda., abw. → Kroate[ÖWB 1]
- Krügel (n) → Biermaß von 0,5 l[ÖWB 1]
- Kübel (m) auch süddt. und schweiz. → Eimer[Duden 1]; kübeln → in den Kübel werfen, wegwerfen, mda. auch: viel (Alkohol) trinken
- Kücken (n) → Küken[ÖWB 1]
- Künette, Kinette (f) → Aufgrabung, Ausschachtung, Leitungsgraben
- Kukuruz (m) → Mais
- Kundmachung (f) → (meist amtliche) Bekanntmachung[Duden 1]
- Kurie (f) → Teil einer Vertretungskörperschaft

## L

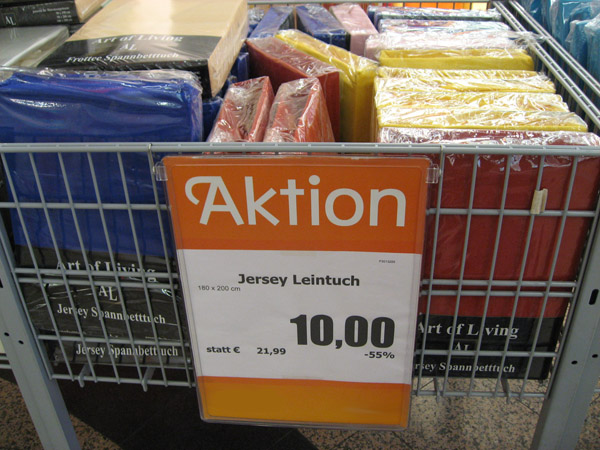
Leintücher

- Lackel (m) mda., auch süddt. → großer, ungeschlachter Mann[ÖWB 1]
- Labestation (f) → Verpflegungsstation[ÖWB 1]
- Lacke (f) → Lache, Pfütze[Duden 1]
- Latsch (m) → andere Schreibweise von Lotsch
- Leberkäse, -käs, -kas (m) auch in D → Fleischkäse[Duden 1]
- Leermeldung (f) Amtssprache → Mitteilung, dass zu dieser Anfrage nichts zu melden ist[ÖWB 1], Fehlanzeige
- Leiberl, Leibchen (n) auch schweiz. → T-Shirt, Trikot[ÖWB 1], direkt am Leib getragen
- Leintuch (n) auch schweiz., süddt.→ Betttuch, Laken[Duden 1]
- leiwand wienerisch, mda. → gut, toll, lässig[ÖWB 1]
- Lenker autom. → Fahrer
- Lenkerberechtigung (f) → Kfz-Fahrerlaubnis; Führerschein (amtssprachlich)
- auf Lepschi gehen wienerisch, mda. → sich herumtreiben, vergnügen[ÖWB 1] (tschechisch: lepší = besser)
- letschert → alt und weich oder zäh[19]
- Lokalaugenschein (m) → Lokaltermin[Duden 1]
- Lotsch (m) → gutmütiger Mensch, der sich ausnützen lässt[20]
- ludeln → urinieren
- lukrieren → erwerben, Geld machen[Duden 1]
- Lungenbraten (m) → Lendenbraten, Rinderfilet[Duden 1]
- Lurch (m) → knäuelartige Staubansammlung, Staubmaus[ÖWB 1]
- Luster (m) → Lüster, Kronleuchter[Duden 1]

## M
- Marille (f) → Aprikose

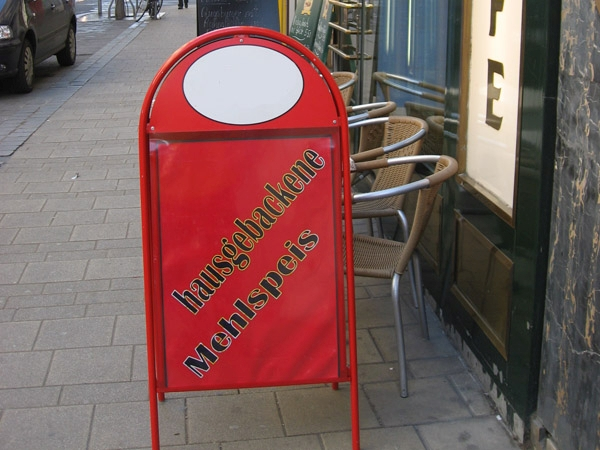
Mehlspeis

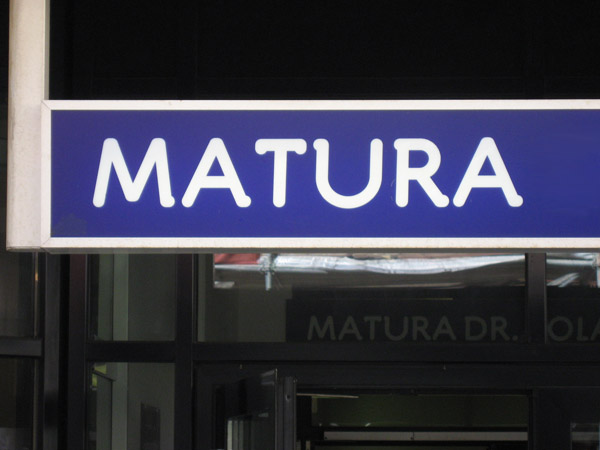
Die Reifeprüfung heißt wie in vielen europäischen Ländern Matura.

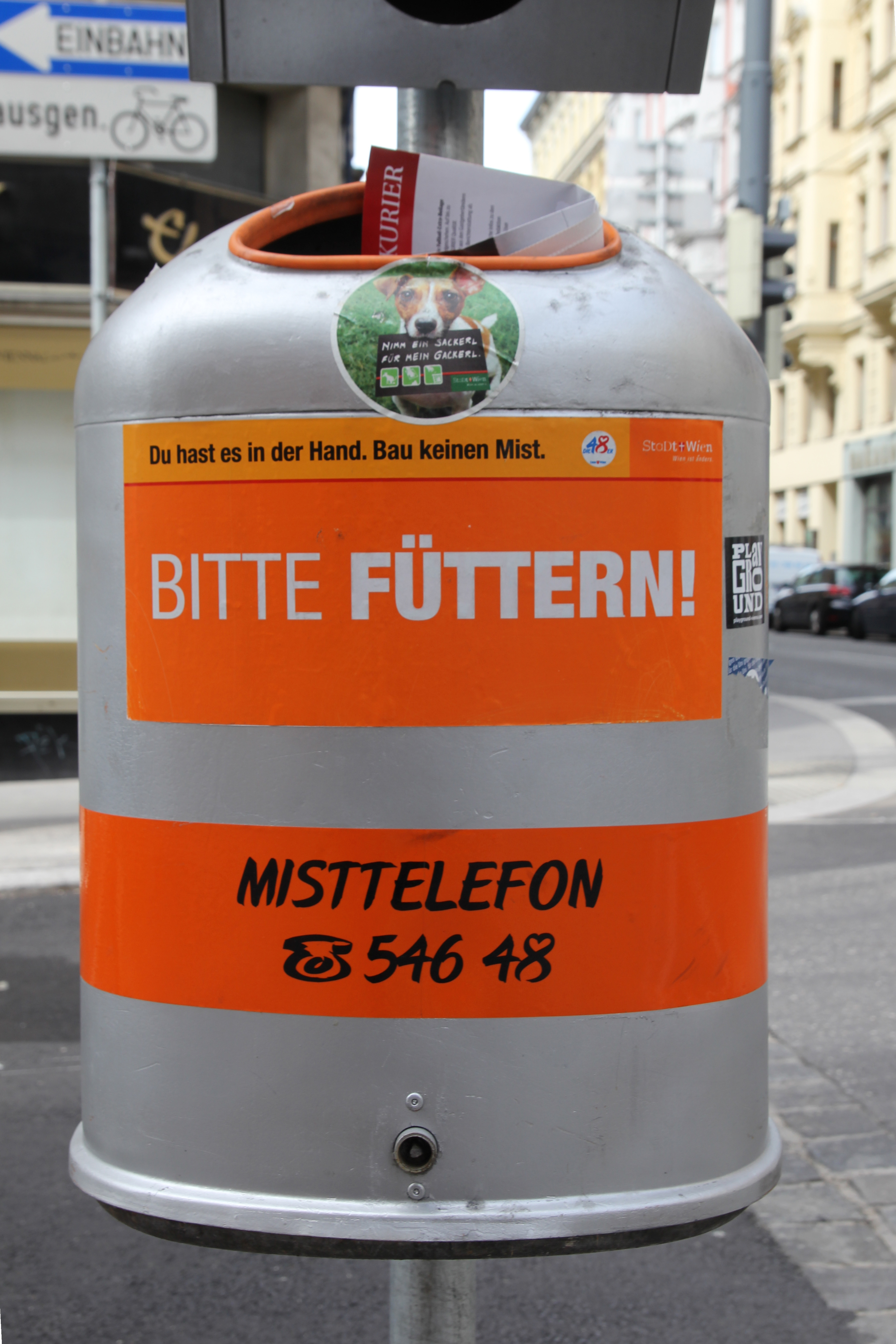
Wiener Mistkübel mit Angabe eines „Misttelefons“

- Marmelade (f) auch in D → Konfitüre
- Marmeladinger (m) mda., veraltet → Bezeichnung für (Nord-)Deutsche
- Maroni (f) auch süddt. → Esskastanie, Edelkastanie[Duden 1]
- Masche (f) auch schweiz. → Schleife[Duden 1]; auch: Trick bei unreeller Aktion
- Mascherl (n) → Fliege (Bekleidungsstück)[ÖWB 1]
- Masel (n) ugs. → günstiger Zufall; überraschendes Glück
- Masen (f) ugs. → (unverdientes) Glück
- Matura (f) auch schweiz., italien., tschech., slowen. u. a. → Reifeprüfung; Abitur (Deutschland)
- Mathematik (f) wird auf der vorletzten Silbe betont (Mathemátik; in D meist Mathematík; aber auch in D Mathemátikerin).
- Mehlspeis(e) (f) → Süßspeise, Kuchen oder Dessert im Allgemeinen[Duden 1]
- jemanden meia, meier (machen) wienerisch → jemanden runtermachen / zur Sau machen; meia, meier gehen wienerisch → ins Gefängnis gehen[21], auch: kaputtgehen
- Melange (f) → ein Milchkaffee[ÖWB 1]
- Melanzani (f) → Aubergine[ÖWB 1]
- Mezzie (f) [meˈtsiɛ], aus dem Jiddischen → Schnäppchen, vorteilhaftes Geschäft[ÖWB 1]
- Mist (m) → Abfall, Müll, analog: Mistschaufel,[22]
- Mistbauer (m) → Müllarbeiter, Müllwerker, Müllkutscher, Mülllader, Müllmann
- Mistkübel (m) → Abfalleimer
- Mistkübler → Müllmann[Duden 1]
- Mistschaufel → Kehrschaufel[Duden 1]
- Mittelschule (f) → (veraltet) Oberschule (unterschiedlicher Sprachgebrauch)
- Mitvergangenheit (f) → Präteritum[ÖWB 1]
- Moi! (m) auch süddt. → Ausruf bei niedlichen Situationen
- Most (m) auch süddt. und schweiz. → je nach Region: Obstwein, Traubenmost[Duden 1]
- Mulatschak, Mulatschag, aus dem Ungarischen → ausgelassenes Fest[ÖWB 1]

## N
- Nachtkästchen auch süddt. → Nachttisch[Duden 1] [im Dialekt: Nachtkast(e)l]
- Nachzipf (m) ugs. → Wiederholungsprüfung[ÖWB 1]
- narrisch ugs., auch bayr. → närrisch; zornig, wütend[Duden 1]
- Nationale (n) veraltet → persönliche Daten, die von einem Amtsorgan, vor allem einem Polizisten, aufgenommen werden[Duden 1]
- neidig auch süddt. → neidisch[ÖWB 1]
- niederführen → umwerfen, zu Fall bringen
- Nudelwalker auch Nudelwalger (m) → Nudelholz[Duden 1]
- nunmehrig → jetzig, derzeitig[Duden 1]

## O
- Obers, Schlagobers auch ugs. Schlag (n) → Schlagsahne[ÖWB 1]
- Obsorge (f) Amtssprache → Fürsorge
- Ohrwaschel (n) mda., auch bayr. → Ohr[Duden 1]
- Oja! (Betonung auf erster Silbe) wienerisch → doch!
- Ordination (f) → auch: Arztpraxis[Duden 1]
- Österreichische Lösung → vermeintliche Lösung eines Problems
- Outwachler (m) mda. → Linienrichter[Duden 1]

## P

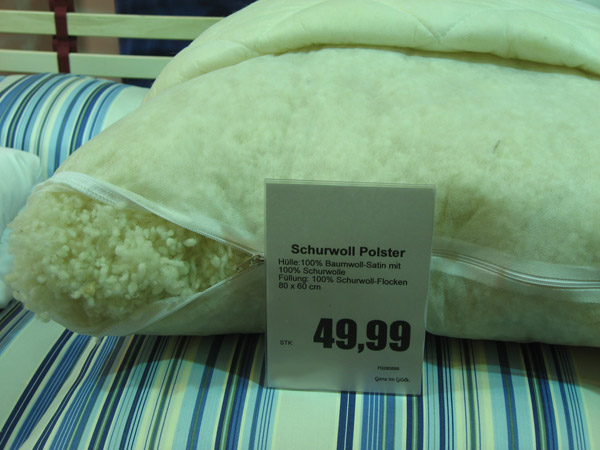
Polster

- Palatschinke (f) (Betonung auf dem i) → Eierkuchen
- Pallawatsch (m) ugs. (Betonung auf dem ersten a) → Durcheinander[ÖWB 1]
- Panier (f) → Panade, Panierung; scherzhaft Kleidung
- Pantscherl (n) → Affäre
- paprizieren → mit Paprikapulver würzen
- Paradeiser (m) wienerisch → Tomate[ÖWB 1] (von Paradiesapfel)
- Paraplui (m) veraltet → Regenschirm
- Parte(zettel) (f) → Todesanzeige[Duden 1]
- Patschen (m) → Hausschuh, Pantoffel; Reifenpanne[Duden 1]
- patschert mda., auch bayr. → unbeholfen
- Pawlatsche (f) tschech. → umlaufender Laubengang im Innenhof eines Wohnhauses
- Pensionist auch süddt. → Rentner[Duden 1]
- Petersil (m) mda. → Petersilie (f)[ÖWB 1]
- Pfiat di – Gruß zum Abschied (’Gott behüte dich’) />
- Pfiff (m) → kleines Glas Bier (0,2 l)[ÖWB 1]
- Pfitschigogerl (n), auch Fitschigogerl (n) ugs., veraltet → „Tischfußball“ mit Münzen[ÖWB 1]
- pflanzen (Aussprache im Gegensatz zu Pflanze nicht mit geschlossenem, sondern mit offenem A) ugs. → zum Narren halten[Duden 1]
- Pfusch (m); pfuschen → Schwarzarbeit (verrichten); die Bedeutung „schlecht ausgeführte Arbeit“ ist gemeindeutsch[23]
- picken → kleben, klebrig sein[ÖWB 1]; bleiben
- Pickerl (n) → Aufkleber, Sticker, bes.: Begutachtungsplakette nach § 57a KFG; Maut- oder Autobahnpickerl (n) → Autobahn-Vignette

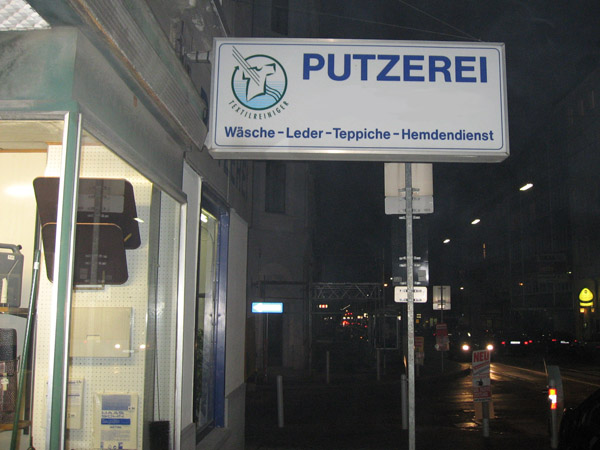
Das Gewand bringt man in die Putzerei

- Piefke (m) abwertend → Deutscher, bes.: Norddeutscher[Duden 1]
- Plache (f) → Plane, großes, grobes Leinentuch[Duden 1]
- Plafond (m) auch süddt. und Schweiz → Zimmerdecke[ÖWB 1]
- Plutzer, Blutzer (m) → Kürbis; ein rundliches Steingefäß; abwertend Kopf[ÖWB 1]
- Pönale (n/f) → Strafe, Buße im Strafrecht; Vertragsstrafe im Zivilrecht[Duden 1]
- Polizze (f) → Versicherungsschein
- Polster (m) → Kissen[ÖWB 1]
- pölzen auch bayr. → (meist Mauerwerk) durch Pfosten stützen[ÖWB 1]
- Pompfüneberer (m) ugs., v.a. Wien → Bestatter, Totengräber (von franz. pompe funèbre)
- Portier (m) → Pförtner
- Postarbeit (f) → eilige Arbeit
- Postkastl (n) ugs. → Briefkasten
- Powidl (m) tschech. → Zwetschgenmarmelade, Zwetschgenmus; salopp („ist mir powidl“) → egal, wurscht[ÖWB 1]
- Powidltascherl, Powidltatschkerl (n) → Zwetschgengebäck
- pragmatisieren → verbeamten[Duden 1]
- präpotent → überheblich, unverschämt[Duden 1]
- Primarius, Primar (m) → Chefarzt
- pritscheln → planschen, plätschern, Wasser verschütten[ÖWB 1]
- Promesse (f) → Schuldverschreibung[Duden 1]
- Prüfung aus Geschichte, Geografie etc. → eine Prüfung in den Fächern Geschichte, Erdkunde etc.
- pudern, budern derb → koitieren[ÖWB 1]
- Puffen (f) ugs., v.a. ostösterr. → Pistole, Handfeuerwaffe[ÖWB 1]
- Pullmankappe → Baskenmütze
- pumpern auch süddt. → laut und heftig (an)klopfen[Duden 1]
- Putzerei (f) → Textilreinigungsgeschäft, chemische Reinigung[Duden 1]
- Putzerl (n) auch bayr. → liebevoll für Säugling, kleines Kind[ÖWB 1]

## Q
- Quargel (m/n) → Sauermilchkäse[Duden 1]

## R
- Räßkäse (m) vorarlberg.[Duden 1]

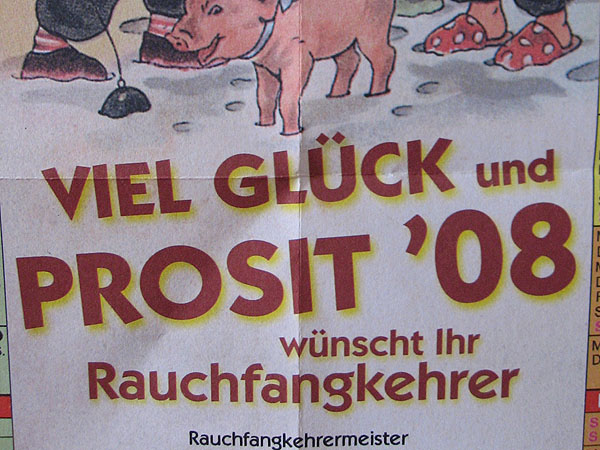
Neujahrswünsche vom Rauchfangkehrer

- Rastelbinder (m) → umherziehender Kesselflicker, Siebmacher
- ratschen auch bayr. → sich unterhalten[24]
- Rauchfang (m) auch bayr. → Schornstein[Duden 1]
- Rauchfangkehrer (m) auch bayr. → Schornsteinfeger
- Rauwaren (in der Regel als Plural) → Rauchwaren (Pelzwaren)
- raunzen → sich beschweren, meckern, nörgeln
- Rein ugs. dim.: Reindl (m, n) auch bayr. → flacher Kochtopf[ÖWB 1], Bräter
- Reinling, Reindling (m) südostösterr. → Napfkuchen aus Hefeteig[Duden 1]
- Rentenkonkubinat (n) → eheähnliches Zusammenleben einer Pensionistin und eines Pensionisten (früher Rentner), aus sozialversicherungsrechtlichen Gründen ohne Eheschließung[25]
- Reparaturseidl (n) → Konterbier
- resch auch bayr. → kross (Brot), knackig, herb (Wein)[ÖWB 1]
- Rettung (f) → Rettungsdienst[Duden 1]
- reversieren → mit einem Fahrzeug zurücksetzen oder umdrehen[Duden 1]
- Ribisel (f) auch bayr. → Johannisbeeren[ÖWB 1]
- Riebel (m) westösterr. → Gericht aus Mais- oder Weizengrieß[Duden 1]
- Rigatze → Jostabeere
- Ringelspiel → Karussell[ÖWB 1]
- Risken (Plural) (n) → die Risikos oder die Risiken[26]
- Röster (m) → Kompott; Zwetschkenröster → Zwetschgenkompott oder -mus
- Rodel (f) → kleiner Schlitten (z. B. Rennrodel), Karre, auch: Babyrassel[ÖWB 1]
- Rohr (n) auch bayr. → Backofen
- Rollfuhr (f) → Spedition
- Rote Rübe (f) auch bayr. → Rote Bete
- Rufzeichen (n) → Ausrufezeichen[Duden 1]
- Russe → marinierter Hering, Kronsild[ÖWB 1]

## S
- Sackerl (n) → Tüte[ÖWB 1][27]
- Sager (m) → (pointierter, lustiger, umstrittener) Ausspruch[Duden 1]
- Salettl (n) auch bayr. → Gartenpavillon[Duden 1]
- Salve → freundlicher Gruß
- Sandler (m) ugs. abwertend → Obdachloser[Duden 1]
- Schaff (n) → auch süddt. Fass, Bütte[Duden 1]
- Schale → Tasse[Duden 1]
- Schandi (m) ugs., westösterr., auch bayr. → Polizist; Schandi (f) ugs., westösterr., auch bayr. → Polizei
- Schani mda. → Diener, Handlanger[ÖWB 1] (von Jean oder Giovanni)
- Schanigarten (m) auch bayr. → Gastgarten eines Wirtshauses, Kaffeehauses oder Restaurants[ÖWB 1]
- Schas (m) ugs., derb, auch bayr. → hörbar entweichende Blähung; Scheiß[Duden 1]
- schätzomativ mda., scherzhaft → schätzungsweise[ÖWB 1]
- Scheibtruhe (f) → Schubkarre[ÖWB 1]
- Scherz(e)l (n) auch bayr. → Brotanschnitt, Brotkanten[ÖWB 1]
- Schi (m) → Ski
- schiech (gesprochen: schiach) → hässlich; zornig, wütend[ÖWB 1] (schiech wie der Zins = unangenehm wie die monatliche Miete)
- Schiefer (m) auch bayr. → in die Haut eingedrungener Holzsplitter[ÖWB 1]
- Schlagerl (n)  auch bayr.→ Schlaganfall
- Schlagobers (n), Schlagrahm, Schlag (m) → Schlagsahne[ÖWB 1]
- Schlapfen (m) ugs. → Hausschuh, Pantoffel[ÖWB 1]
- schlaunen → gelingen, von der Hand gehen (vorwiegend oberösterreichisch, auch in Bayern gebräuchlich)[28]
- Schlegel, Schlögel (m) auch süddt. → kulinarisch: Keule, Hinterschenkel[ÖWB 1]
- schlichten → stapeln[Duden 1]
- Schlier (m) → eine Art von Mergel[ÖWB 1]
- Schmäh (m) → Kunstgriff, billiger Trick; Ausflucht, Unwahrheit; Scherz, Humor;[Duden 1] Schmähtandler (→ jemand, der mit Schmähs argumentiert); siehe auch: Wiener Schmäh
- Schmafu (m und adjektivisch) mda. → Blödsinn[ÖWB 1], schäbig, schuftig
- Schmankerl (n) auch bayr. → Leckerbissen, auch in übertragener Bedeutung (z. B. Schmankerl des Konzerts war ...)
- Schmatt, Schmattes (m) jiddisch, ugs. Wienerisch → Trinkgeld
- Schmolle (f) → Krume
- Schmus (m) → Geschwätz, Schönrederei[ÖWB 1] (aber: schmusen → Zärtlichkeiten austauschen)
- Schnackerl (m) mda. → Schluckauf[ÖWB 1]
- schnackseln (n) auch bayr. mda. vulg. → koitieren
- Schnapsen (n) → Sechsundsechzig (Kartenspiel)
- Schnaufpause → Verschnaufpause[Duden 1]
- Schnäuztuch oder Schneuztuch (n) auch bayr. → Taschentuch[ÖWB 1]
- Schnürlsamt (m) → gerippter Samt, Cordsamt[ÖWB 1]
- Schularbeit (f) → schriftliche Prüfung in einem der Hauptfächer
- Schwammerl (n) auch bayr. → Pilz (Großpilz). Auch für lächerliche Person (Geh bitte, hör nicht auf das Schwammerl!)
- Schwarzbeere (f) in Kärnten, der Steiermark, Osttirol, NW-Waldviertel → Heidelbeere[ÖWB 1]
- Schwedenbombe (f) (eigentlich Markenname) → Schokokuss
- Seidel, Seitel (n) → Flüssigkeitsmaß insbesondere für Bier von 0,3 bis 0,35 l[ÖWB 1]
- sekkieren → ärgern, belästigen, quälen, hänseln[Duden 1][ÖWB 1]
- selchen auch bayr. → räuchern[ÖWB 1]
- Semmel, Kaisersemmel (f) auch bayr. → ein Gebäck[ÖWB 1]
- Sessel (m) auch bayr. → Stuhl[Duden 1]
- Sesselleiste (f) → Fußleiste[Duden 1]
- Servus (n) auch bayr. → freundlicher, vertraulicher Gruß[Duden 1][ÖWB 1] (servus → lat. Diener)
- siedeln → umziehen (Wohnort wechseln)
- Soletti (n) Markenname → ganz dünne, kleine Salzstange[ÖWB 1]
- Spagat (m) auch bayr. → feste Schnur, Bindfaden[Duden 1]; einen Spagat machen → fast unvereinbar Scheinendes zusammenbringen (Politik), auch Grätsche
- speiben mda., auch bayr. → sich übergeben[ÖWB 1], erbrechen

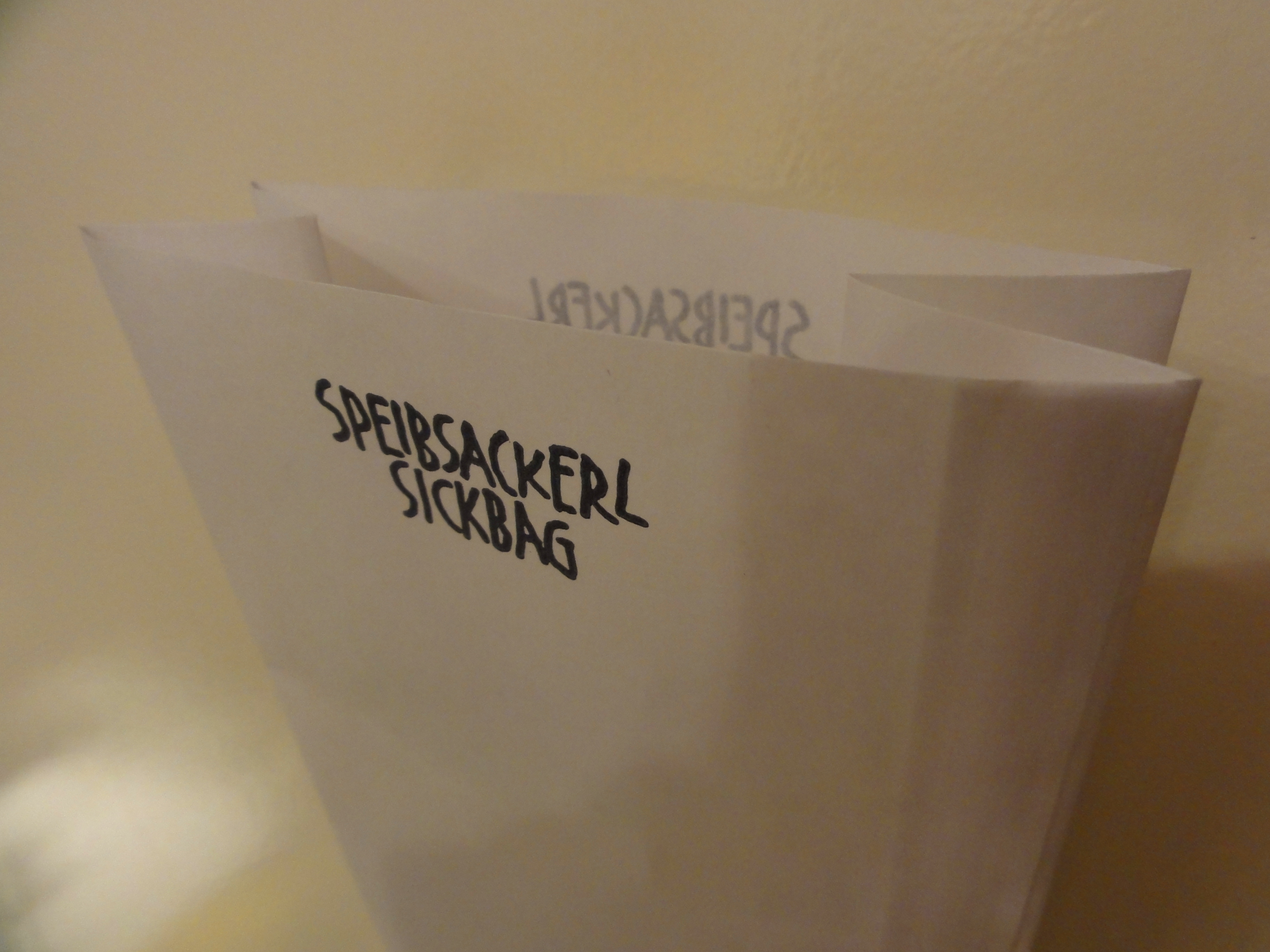
Speibsackerl einer österreichischen Fluggesellschaft

- Spengler auch süddt., schweiz. → Klempner[Duden 1]
- sperren auch süddt. → schließen; „dieser Schlüssel sperrt bei jener Tür“ → passen[Duden 1]
- Spezi oder Spezl (m) auch bayr. → Freund, guter Bekannter
- Spital (n) auch schweiz. → Krankenhaus[Duden 1]
- Spitzerl (n) → Alkoholrausch
- Spompanadeln ugs.→ Dummheiten, auch: Schwierigkeiten, Umstände, Faxen[Duden 1]
- Springinkerl (n) ugs. → lebhafter Mensch[Duden 1]
- Spritzkrug (m) ugs. → Gießkanne[ÖWB 1]
- Sprossenkohl (m) → Rosenkohl
- stad auch bayr. mda. → still[ÖWB 1]
- Stange (f) → Pfosten und Latte am Fußballtor
- Stanglpass (m) → Querpass im Fußball[3]
- Stanitzel (n) → spitze Papiertüte, Eistüte[ÖWB 1]
- stantipee mda. → sofort, auf der Stelle[29]
- Steckerlfisch auch bayr. → am Spieß gebratener Fisch[ÖWB 1]
- Steffl (m) ugs., wienerisch → Stephansdom
- Stelze (f) → gebratene, gegrillte Haxe (kein Eisbein)
- Stephanitag (m) auch bayr. → Stephanstag, 2. Weihnachtsfeiertag[30]
- Sternspritzer (m) oder Sternspucker (m) → Wunderkerze
- Stiege (f) auch süddt. → Treppe[Duden 1], Beispiel: Strudlhofstiege
- Stockerlplatz (m) → Podestplatz[Duden 1], einer der ersten drei einer (sportlichen) Reihung
- Stoppel (m) → Flaschenverschluss, Stöpsel[ÖWB 1]
- Striezel (m), Allerheiligenstriezel auch bayr. → Hefezopf[ÖWB 1]
- Sturm → Neuer Wein, gärender Traubenmost[ÖWB 1]
- sudern ugs. → jammern, nörgeln[Duden 1]
- Szepter (n) → Zepter[Duden 1]

## T
- tachinieren mda. → während der Arbeit faulenzen, sich einer Arbeit entziehen[ÖWB 1] (griech.τάχος tàchos‚ Geschwindigkeit)
- Tagsatzung (f) → Gerichtstermin in Zivilsachen
- Tandler (m) → Händler, siehe Tand
- taxativ → vollständig, erschöpfend (formell)[31][32]
- Taxilenker (m) → Taxifahrer[Duden 1]
- Taxler (m) ugs. → Taxifahrer[Duden 1]
- Teebutter → hochwertige Butter, nur aus Milch oder Milchrahm
- Teamchef (m) → Bundestrainer[3]
- Tixo Markenname → durchsichtiges Klebeband (vgl. Tesafilm bzw. 'Tesa')
- Topfen (m) auch bayr. → Quark
- törisch mda. → schwerhörig, taub[ÖWB 1]
- Tormann (m) → Torwart
- Trafik (f), eigentlich: Tabaktrafik → ehem. vom Tabakmonopol des Staates genehmigte Verkaufsstelle für Tabakwaren (wo auch Zeitungen und Zeitschriften angeboten werden)
- Trafikant → Verkäufer oder Besitzer einer Trafik
- Tragerl (n) auch bayr. → Getränkekasten
- Tram, Tramway (f) gespr. auch bayr. → tramwei → Straßenbahn[ÖWB 1] (im 19. Jh. aus dem Englischen)
- Treppelweg (m) → Leinpfad, Treidelpfad, Reckweg[Duden 1]
- Trumm (n) auch bayr., mda. → großes Stück[ÖWB 1] (Steigerung: Mordstrumm)
- Tschecherant → Alkoholiker, Säufer
- Tschecherl → kleines, einfaches Gast-, Kaffeehaus
- tschechern → übermäßiger Alkoholkonsum, saufen
- Zigaretten (Tschick) kauft man vor allem in der TrafikTschick mda. → Zigarette

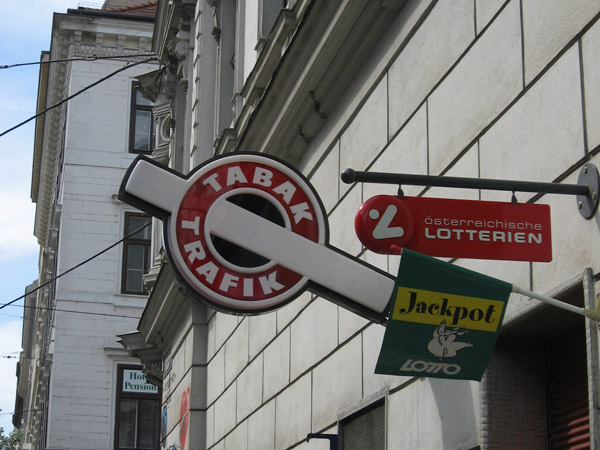
Zigaretten (Tschick) kauft man vor allem in der Trafik

- Tschurtschen (meist plural) ugs. → Tannenzapfen[ÖWB 1]
- Tschusch mda. abw. → abschätzige, beleidigende Bezeichnung für einen Angehörigen eines südosteuropäischen Volkes[ÖWB 1]
- Tuchent (f) → Bettdecke[ÖWB 1]
- sich tummeln → sich beeilen[ÖWB 1]
- Türken (m) auch schweiz. → Mais[ÖWB 1]
- Türschnalle (f) → Türklinke[ÖWB 1]

## U
- um → für (Geldbeträge in Währungseinheiten; Beispiel: um zehn Schilling → für zehn Schilling)
- Umfahrungsstraße → Umgehungsstraße
- Untergriff → beleidigende Äußerung, versteckter Angriff[Duden 1]
- (h)urassen mda. → verschwenden[Duden 1]
- untertags auch süddt., schweiz. → tagsüber[33]
- Urgenz (f) → Mahnung, Dringlichkeitshinweis[Duden 1]
- urgieren im Geschäftsverkehr → nachfragen, einfordern, auf Erledigung drängen[Duden 1]

## V
- Veigerl (n) auch bayr. → Veilchen[Duden 1]
- Verkühlung (f) → Erkältung[ÖWB 1]
- sich verkutzen → sich verschlucken[ÖWB 1]
- Verlängerter → ein mit der doppelten Menge Wasser zubereiteter Espresso[34]
- Verlassenschaft (f) auch schweiz. → Erbschaft[Duden 1]; nach einem Toten hinterbliebener Bestand an Rechten vor deren Übergabe an den oder die Erben durch den vom Gericht bestellten Verlassenschaftskurator
- Verschub (m) → Rangierdienst, besonders bei der Eisenbahn[Duden 1]
- Verschleißer (m), Zeitungsverschleißer (f) → Kleinhändler
- Vogerlsalat → Feldsalat[ÖWB 1]
- Vorrang (m) → Vorfahrt (Straßenverkehr)[ÖWB 1]

## W

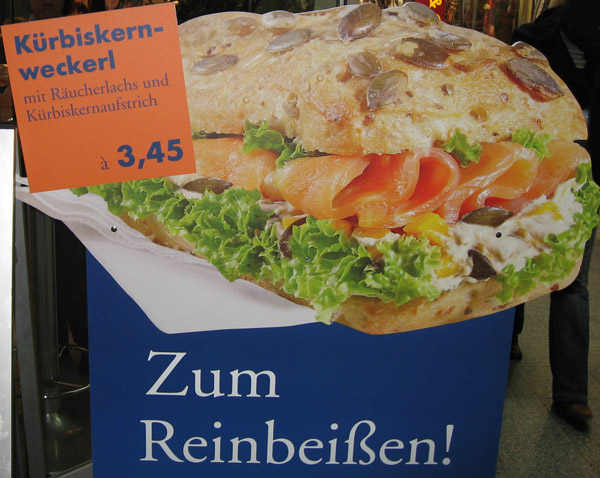
Weckerln sind kleine Wecken

- wacheln auch bayr., mda. → winken, fächeln[Duden 1]
- Wappler mda., abwertend → Unfähiger oder belangloser Untergeordneter[ÖWB 1] (bei Parteien z. B. ironisierend: Basiswappler)
- waschelnass ugs.→ durch und durch nass, völlig durchnässt[Duden 1]
- Waschmuschel → Waschbecken[Duden 1]
- Waschl (m) → träger, langsamer Mann
- Watsche (f) auch bayr. → Ohrfeige; watschen → ohrfeigen[ÖWB 1]
- Wecken (m) → längliches Weizenbrot[Duden 1]
- Weckerl (n) → längliches Gebäck[ÖWB 1]
- Weichsel (f) auch süddt., schweiz. → Sauerkirsche[ÖWB 1]
- Weinbeere (f) auch süddt., schweiz. → Rosine[Duden 1]; Dialekt: Weinberl (n)  veraltend → jemand, der sich eingeweinberlt, eingeschmeichelt hat
- weiters → darüber hinaus, außerdem[Duden 1]
- Wettex (n/m) → Putzlappen, Schwammtuch
- auf Wiederschau(e)n auch bayr. → auf Wiedersehen[ÖWB 1]
- Wickel (m) -> Problem, Streit
- Wimmerl (n) auch bayr., ugs. → Pickel auf der Haut[Duden 1]
- Wirtschaftstreuhänder → Berufsgruppe der Wirtschaftsprüfer und Steuerberater
- Wissenschafter (m) auch schweiz. → Wissenschaftler[Duden 1]
- Woaz (m) → Mais[35]
- Wuchtel (f) mda. → der Fußball[3]; auch Scherz (siehe auch Schmäh) oder Lügengeschichte; Buchteln[36]
- Wunderwuzi → Prachtkerl[ÖWB 1], Tausendsassa, Erbringer unerwarteter Leistungen
- wuzeln ugs.→ zwischen den Fingern drehen (zum Beispiel eine Zigarette selber drehen); Tischfußball spielen[ÖWB 1]
- Wuzerl (n) → Dickerchen
- Wuzler (m) → Tischfußball[ÖWB 1]

## X
- Xandl → Alexander

## Z
- zach → unfassbar, heftig, anstrengend, zäh
- zensurieren auch schweiz. → zensieren[Duden 1]
- Zentner auch schweiz. → 100 Kilogramm[ÖWB 1] (im Unterschied zu Deutschland, siehe Zentner)
- Zibebe süddt., veraltet→ Rosine[Duden 1]
- Ziffernsturz → Zahlendreher
- Zimmerfrau (f) → Zimmervermieterin[Duden 1]
- Zins (m) veraltend, auch süddt. u. schweiz. → Miete[Duden 1] bzw. Kurzform für Mietzins – der Summe aus Miete, Betriebskosten, öffentlicher Abgaben usw.[37]
- Zippverschluss (m) → Reißverschluss[Duden 1]
- Zivildiener (m) → Zivildienstleistender[Duden 1]
- Zniachterl (n) mda. → schwächlicher, unscheinbarer Mensch[ÖWB 1]
- Zores jiddisch (m oder pl.) → Ärger, Probleme[ÖWB 1]
- Zuckerl (n) auch bayr. → Bonbon[ÖWB 1]
- Zugehör (n) juristische Fachsprache, auch schweiz. → Zubehör
- Zugförderung (f) → Bahnbetriebswerk; Traktion
- Zugsführer (m) → (Ober-)Stabsgefreiter (militärischer Dienstgrad)
- Zugsverkehr (m) → Zugverkehr
- Zünder (pl.) → Streichholz (Singular), Zündhölzer
- Zumpferl (n) → Schwänzchen, oft im Sinne von (kleinem) Penis
- (ein Amt) zurücklegen → niederlegen
- zurückschieben (mit dem Auto) → zurücksetzen
- zusammenfahren → überfahren[ÖWB 1][Duden 1]
- Zuseher (m) → Zuschauer
- zusperren auch süddt. → abschließen[Duden 1]; eine Einrichtung für immer schließen
- Zuwaage (f) auch bayr. → Knochenzulage beim Fleisch[Duden 1]
- zuwarten → fortgesetzt, weiterhin warten
- zu(t)zeln mda. → saugen, lutschen[ÖWB 1]
- Zwetschke (f) → Zwetschge
- Zwickeltag → Brückentag
- Zwutschkerl (n) auch bayr. → kleinwüchsiger Mensch